# 東京タワー
東京タワー（とうきょうタワー、英: Tokyo Tower）は、東京都港区芝公園にある総合電波塔。正式名称は日本電波塔（にっぽんでんぱとう）。
1958年（昭和33年）12月23日に竣工。東京のシンボル、観光名所として知られている。
2018年度グッドデザイン賞受賞。

## 概要
創設者は前田久吉で、日本の「塔博士」とも称される内藤多仲らが設計（詳細は設計を参照）。
高さは333メートルと広報されており、海抜では351メートル。塔脚の中心を基準とした塔脚の間隔は88.0メートル。総工費約30億円、1年半（197万4,015時間/543日間）と延べ21万9,335人の人員を要して完成した。高さ270mの部分に、工事を常に最上部で仕切った黒崎建設の黒崎三朗会長ら中心的な96人の名前が銅板で飾られている。地上125メートル（海抜約150メートル）と223.55メートル（海抜約250メートル）に展望台を有するトラス構造の電波塔である。
昼間障害標識として、頂点より黄赤色（インターナショナルオレンジ）と白色を交互に配した塗装となっている。テレビおよびFMラジオのアンテナとして放送電波を送出（#送信周波数・出力を参照）、また東日本旅客鉄道（JR東日本）の防護無線用アンテナとして緊急信号を発信するほか、東京都環境局の各種測定器なども設置されている。
完成当初は日本一高い建造物だったが、高さが日本一だったのは1968年6月26日に小笠原諸島が日本に返還され南鳥島ロランタワーと硫黄島ロランタワーに抜かれるまでの約9年半と、対馬（長崎県）のオメガタワーが解体されてから東京スカイツリーに抜かれるまでの約11年間である。自立式鉄塔に限れば、東京スカイツリーに抜かれるまでの約51年半は日本一の高さだった。2020年現在は、東京スカイツリーに次ぐ日本で2番目に高い建造物である。なお、重量については約4,000トンとされる。

## 運営会社
株式会社 TOKYO TOWER（英: TOKYO TOWER Co.,Ltd）は、東京都港区芝公園に本社を置く東京タワーの建主であり、管理および運営を行っている。

### 法人概要
1957年5月、「大阪の新聞王」と呼ばれ、当時、産業経済新聞社、大阪放送（ラジオ大阪）各社の社長を務め、後に関西テレビ放送の社長にも就く前田久吉が日本電波塔株式会社（にっぽんでんぱとう、英: NIPPON TELEVISION CITY CORPORATION）を資本金5億円にて設立。久吉はタワーの完成とほぼ同時の1958年、産経新聞社を国策パルプ工業（現・日本製紙）社長の水野成夫に譲渡してその経営から手を引いたが、日本電波塔（東京タワー）とラジオ大阪の経営には引き続き携わった。この結果、日本電波塔は当時の産経新聞グループはもちろん、その後のフジサンケイグループからも完全に切り離されて前田家主導の同族企業となった。その名残で産経新聞グループから離脱する直前の1957年10月、文化放送やニッポン放送などと共に発足した、中央ラジオ・テレビ健康保険組合に基幹会社の一社として2019年現在でも加入している。また、ラジオ大阪も2005年にフジサンケイグループ入りするまで、前田家主導で独自の経営をしていた。
久吉は千葉県富津市鹿野山に1962年、マザー牧場を開設している関係で、2009年にはマザー牧場や日本電波塔の関連会社が同県木更津市のコミュニティFMであるかずさエフエムの株式を取得し運営しているほか、同市や君津市を中心とする地域で整備され2010年1月に経営破綻したかずさアカデミアパークの再建スポンサーを同年8月から日本電波塔・マザー牧場・ホテルオークラ・グリーンコアの各社が務め、経営再建を行っている。
1964年には敷地内に東京タワー放送センター（現・東京タワーメディアセンター）を建設し、同年開局した日本科学技術振興財団テレビ事業本部（東京12チャンネル）に賃貸した。この建物は、事業を承継したテレビ東京が1985年まで本社として使用していた。テレビ東京天王洲スタジオ完成後の2000年から日本電波塔による自主運営となり、2005年7月には子会社「東京タワー芝公園スタジオ」（のちに東京タワースタジオ）に移管され、2012年に閉鎖されるまでテレビスタジオとして利用された。なお、東京タワースタジオ閉鎖後、内部改装を施し「東京タワーメディアセンター」に名称を変更、2019年1月時点でも営業を続けている。
また、1960年代に東京タワーへのアクセスとして、日本電波塔自ら浜松町 - 東京タワー間1.2キロメートルにモノレールの敷設を計画したが、これは実現しなかった。
東京タワーは、全国FM放送協議会（JFN）のキー局エフエム東京（TOKYO FM）の大株主（学校法人東海大学に次ぐ第2位）でもある。この他にもJFNの系列局であるKiss-FM KOBEの経営破綻による新会社・兵庫エフエム放送（Kiss FM KOBE）にTOKYO FMとともに19.2パーセントを出資。また、同じくJFN加盟局のエフエム大阪（FM大阪）に20パーセント、JFN特別加盟局のInterFM897に9.4パーセントをそれぞれ出資している。
2018年12月23日、東京タワーの開業60周年を機に、運営会社の商号を株式会社東京タワーに変更。翌2019年10月1日には株式会社TOKYO TOWERに変更した。

## 沿革
- 1957年（昭和32年）
  - 5月8日 - 日本電波塔株式会社を設立。
  - 6月29日 - 地鎮祭が執り行われ着工。
  - 7月15日 - 設計図の作成が終了。
  - 9月21日 - 塔脚第一柱を設置し、定礎式を挙行。
- 1958年（昭和33年）
  - 10月9日 - 審査会において愛称「東京タワー」を決定。
  - 10月14日 - アンテナ（80メートル）を設置。
  - 12月7日 - 公開開始（プレオープン）。
  - 12月23日 - 完工式挙行、正式オープン。当時の住所は、東京都港区芝公園内20号地[20]。
  - 12月24日 - 9時から一般公開。
- 1959年（昭和34年）
  - 1月10日 - NHK教育テレビジョンがVHF1chで放送開始[注釈 6]。
  - 2月1日 - 日本教育テレビ（NET、現・テレビ朝日）がVHF10chで本放送開始。
  - 3月1日 - フジテレビジョンがVHF8chで本放送開始。
  - 9月20日 - 南極観測隊カラフト犬（タロとジロ）の記念像の除幕式を挙行[注釈 7]。

- 1960年（昭和35年）

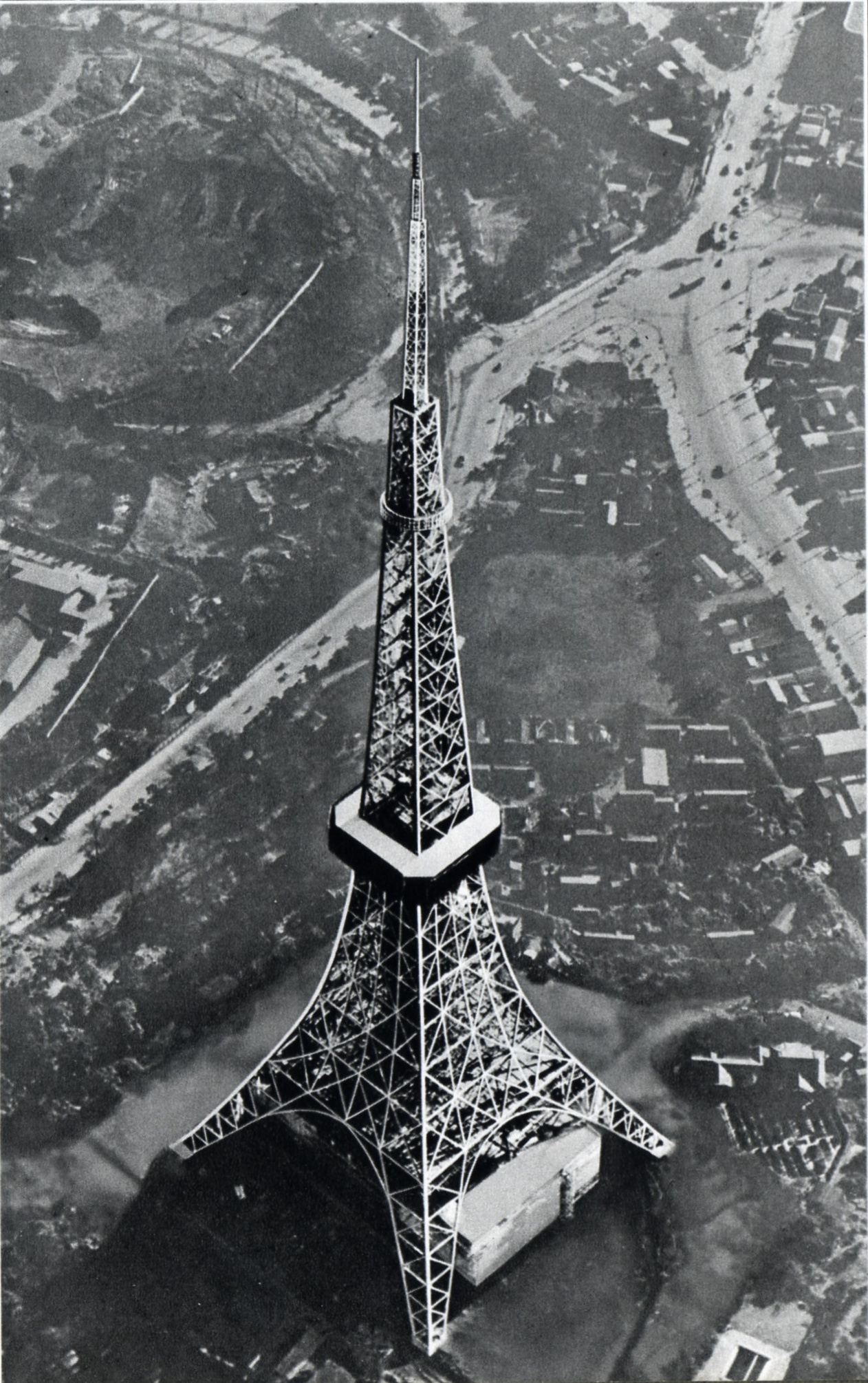
1961年ごろの東京タワー

  - 1月17日 - ラジオ東京（現・TBSテレビ）が赤坂の自社敷地から主送信所を移転する（送信は移転前からVHF6ch）。
  - 5月16日 - NHK教育テレビジョンの送信所を紀尾井町から移転（送信は移転前からVHF3ch）[21]。
- 1962年（昭和37年）3月29日 - 昭和天皇・皇后が東京タワーを見学する。天皇が訪れたのは、1958年の竣工以来はじめて。
- 1963年（昭和38年） - 返還前の東京都小笠原村南鳥島に、高さ411.48メートルの南鳥島旧ロランタワーが竣工する。
- 1964年（昭和39年）
  - 返還前の東京都小笠原村硫黄島に、高さ411.48メートルの硫黄島ロランタワーが竣工する。
  - 4月12日 - 日本科学技術振興財団テレビ事業本部（現・テレビ東京）がVHF12chで本放送開始。
- 1965年（昭和40年）12月24日 - イルミネーションが連夜の点灯となる。
- 1966年（昭和41年）1月2日 - 来塔者数が3,000万人となる。
- 1967年（昭和42年）7月28日 - 特別展望台オープン。
- 1968年（昭和43年）6月26日 - 小笠原諸島が返還され、南鳥島と硫黄島のロランタワー（411.48メートル）が日本一高い建造物となり、東京タワーは日本で3番目に高い建造物となる。
- 1970年（昭和45年）
  - 3月20日 - 東京タワー蝋人形館が3階にオープン。
  - 3月23日 - 蝋人形館経営者のジョージ・ドラッカーとヴィッキー・クロフォードが、特別展望台で和装にて結婚式を行う[注釈 8]。
  - 4月26日 - FM東海から事業を譲り受けたエフエム東京が80.0Mc（現在はMHz）で本放送開始。
  - 10月3日 - NHK-FM放送の送信所を紀尾井町から移転（送信は移転前から82.5Mc）。
  - 11月10日 - 日本テレビ放送網が麹町の自社敷地から主送信所を移転する（送信は移転前からVHF4ch）。これにより東京都のテレビ局の送信所が一本化される。
- 1971年（昭和46年）8月18日 - 来塔者数が5,000万人となる。該当者は都内の23歳の男子学生で、自分が5,000万人目になれないかと思って来塔し、記念品として冷蔵庫・カラーテレビ・ギフト旅行券・オートバイなどが贈られた。
- 1973年（昭和48年）10月10日 - 体育の日に大展望台までの外階段を駆け上る体力テストを開始。
- 1975年（昭和50年） - 長崎県上県郡上対馬町大増（現・対馬市上対馬町大増）に高さ454.830メートルのオメガタワーができ、日本で4番目に高い建造物となる。
- 1977年（昭和52年）6月1日 - 電波の日のこの日に「電波塔の維持運営を通じて放送の普及と重要無線通信の疎通に多大の貢献」をしたとして、当時の郵政大臣、小宮山重四郎から表彰される。
  - 7月11日 - タワー大神宮創建（23区内でもっとも高い場所にある神社）。
- 1978年（昭和53年）4月28日 - 東京タワー水族館オープン（世界初の観賞魚水族館)
- 1984年（昭和59年）11月1日 - 放送大学が大学開学に向けてテレビ放送をUHF16chで、同時期にFMラジオ放送を77.1MHzで予告放送開始（翌1985年（昭和60年）4月1日に授業開始）[22]。
- 1986年（昭和61年）
  - 航空法改正により黄赤色と白色の塗り分けを11等分から7等分へ変更し、黄赤色の赤みを強くした。
  - 南鳥島旧ロランタワーが解体され、日本で3番目に高い建造物に返り咲く。
- 1988年（昭和63年）
  - ロゴマークを変更。
  - 10月1日 - エフエムジャパン（現・J-WAVE）が81.3MHzで本放送を開始。
- 1989年（昭和64年・平成元年）
  - 1月1日 - これまでの輪郭のみの点灯から全体を照らすライトアップが開始された。
  - 7月25日 - 来塔者数が1億人となる。
- 1991年（平成3年）3月3日 - 「平成3年3月3日」で3が重なることを記念して記念展望券の発売、バッジや絵はがきのプレゼント、エッフェル塔へ招待するクイズなど数々のイベントが行われる。
- 1994年（平成6年）
  - 4月 - 「東京タワートリックアートギャラリー」がタワービル4階に登場する。
  - 10月 - 硫黄島ロランタワーが運用停止、解体され日本で2番目に高い建造物に返り咲く。
- 1995年（平成7年）
  - 1月 - 来塔者数が1億2,000万人となり、日本の総人口に相当する人数が来塔したことを記念してキャンペーンを行う。
  - 11月1日 - 東京メトロポリタンテレビジョン（東京MXテレビ、TOKYO MX）が東京都初の都域民間放送テレビ局としてUHF14chで本放送開始。
- 1996年（平成8年）4月1日 - エフエムインターウェーブ（現・InterFM）が76.1MHzで本放送開始。
- 1998年（平成10年）
  - 12月 - 大展望台外壁を黄赤色から白色へ変更。
  - 12月23日 - ノッポン誕生。
- 1999年（平成11年） - オメガ塔（対馬オメガ局）が解体され、日本一高い建造物に返り咲く。
- 2002年（平成14年）3月19日 - 特別展望台・大展望台をリニューアルオープン。営業時間を年間を通して22時までに延長。
- 2003年（平成15年）
  - 10月10日 - デジタルラジオ推進協会が地上デジタル音声放送の実用化試験放送をVHF7chの帯域で放送開始。
  - 12月1日 - 放送大学以外のテレビ局が地上デジタルテレビ放送をUHF帯域で開始。
- 2005年（平成17年）
  - 3月19日 - タワービルをリニューアルオープン（名称を「フットタウン」に変更、外壁色を濃いブラウンに変更）。
  - 12月25日 - 大展望台にハート形のイルミネーションを始める。
  - 「日本電波塔」としてDOCOMOMO JAPAN選定 日本におけるモダン・ムーブメントの建築に選定。
- 2006年（平成18年）
  - 9月29日 - 来塔者数が1億5,000万人となる。
  - 12月1日 - 放送大学が地上デジタルテレビ放送をUHF帯域で開始[22]。
- 2009年（平成21年）
  - 5月8日 - ロゴマークの変更[注釈 9]。
  - 10月16日 - 来塔者数が1億6,000万人を達成する[23]。
  - 12月31日 - 開業以来営業してきた、タワー大食堂（タワーレストラン）が営業終了。
- 2010年（平成22年）3月29日 - 建設中の東京スカイツリーが高さ338メートルに到達したため、日本で2番目に高い建造物となる。

- 2011年（平成23年）

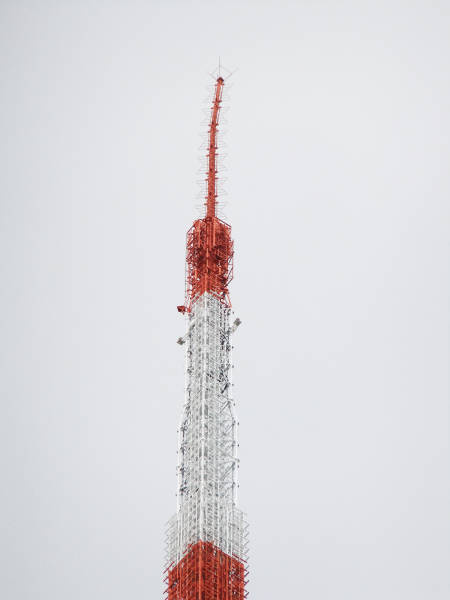
東北地方太平洋沖地震の揺れにより曲がった先端のアンテナ部分（2011年3月11日）

  - 3月11日 - 東北地方太平洋沖地震（東日本大震災）の影響で、タワー先端部の地上アナログ放送用アンテナが東に2度曲がる[24] 被害を受ける（強震により激しく振られた）[25]。展望台にいた観客は階段で下りて避難し、けが人は出なかった。タワーの営業は同月18日まで中止となる[26][注釈 10]。
  - 3月31日 - 地上デジタル音声放送の実用化試験放送終了にともない送信終了。
  - 7月24日 - 地上アナログテレビ放送がこの日の正午で終了し、24時で地上アナログテレビ放送の送信が停止された。
- 2012年（平成24年）
  - 2月1日 - 一部を除くアナログ送信アンテナの撤去を開始。また、前の地震で曲がった先端部の交換ならびに耐震補強も同時に行う。工事終了は2014年12月を予定している[27]。特別展望台行きエレベーターの改修工事にともない、同月29日まで特別展望台の営業を休止[28][リンク切れ]。
  - 4月22日 - この日をもってJ-WAVEとNHK東京FMのFMラジオ放送の送信を終了。翌日にそれぞれ送信所が東京スカイツリーに移転。移転後もNHK東京FMは予備送信所として存続。
  - 7月10日 - 先端のSTアンテナの撤去を夜から開始[29]。長さ約25メートル、直径約37センチメートルの空洞の支柱を17分割に輪切りにして下から順に取り除く[30]際には、地上306メートルの支柱底部から軟式野球用ボールが発見されている[31]。なお、撤去したSTアンテナの一部は東京タワー敷地内に保存されたほか、別の一部は同アンテナを納入した古河電気工業の事業を継承していた古河C&B横浜測定所に保存された後、同社の全事業を譲受したミハル通信本社（鎌倉市）に移設されている[32]。
  - 8月3日 - 7月10日より行われていた先端のアンテナ支柱の交換作業を午前中に完了し、一時315メートルだったタワーが元の高さに戻る。円柱だった支柱は四角柱となり、耐震性が向上する[30]。
  - 10月1日 - TOKYO MXの地上デジタルテレビ放送の物理チャンネル切り替えのため、東京スカイツリーとのサイマル放送を開始[33]。
  - 11月12日 - TOKYO MXの東京タワーからの電波の1回目の減力を実施[34]。以後、2013年1月14日、2月4日、2月25日、3月18日に分けて段階的に減力を実施する[35][36][37][38]。
  - 12月22日 - 7月に見つかった軟式野球用ボールが東京タワーの大展望台で常設展示される[31]。
- 2013年（平成25年）
  - 2月11日 - TOKYO FMの送信用アンテナをアナログテレビ放送終了で空いた333メートルの頂上部に新設・移転し、供用を開始[39]。
  - 5月12日 - この日の正午、TOKYO MXの物理チャンネル切り替えによるサイマル放送終了にともない東京タワーからの送信を停止[40]。翌13日18時に東京タワーからの送信を終了。
  - 5月31日 - この日の9時、放送大学を除く地上デジタルテレビ放送7局の送信所が東京スカイツリーに移転した[41][42]。当初は1月に移転予定だったが電波障害対策が必要となったため、その対策を講じてからの移転となった。送信の移転後はNHKと民放キー局5社については東京タワーを予備電波塔として使用することとなっている。
  - 6月21日 - 国の登録有形文化財に登録[43]。
  - 11月23日 - 2020年の東京五輪招致の応援で、南極観測隊カラフト犬像の場所を使って招致のシンボルマークを花で描くことになったため、タロ・ジロのブロンズ像を東京都立川市の国立極地研究所に移転[44]。
- 2015年（平成27年）
  - 6月26日 - InterFMが新周波数89.7MHzでの試験放送を開始[45]。
  - 6月30日 - この日の18時より、InterFMが新周波数89.7MHzでの本放送を開始[46]。
  - 7月13日 - 株式会社VIPに対しV-Low帯マルチメディア放送東京局の予備免許を交付[47]。
  - 10月5日 - 東京地区のV-Low帯マルチメディア放送の試験電波の発射を開始[48]。
  - 10月31日 - InterFMの旧周波数76.1MHzでの運用終了[49]。
  - 12月7日 - 株式会社VIPに対しV-Low帯マルチメディア放送東京局の本免許を交付[50]。
- 2016年（平成28年）
  - 3月1日 - この日の正午からV-Low帯マルチメディア放送「i-dio」東京局の本放送開始[51]。開始当初はプレ放送期間と位置づけ、コンテンツプロバイダーの放送開始をもって同年7月1日に本開局した[52]。
- 2018年（平成30年）
  - 1月25日 - 来塔者が1億8,000万人突破[53][リンク切れ]。
  - 3月3日 - 特別展望台を「トップデッキ」、大展望台を「メインデッキ」に改称[54][リンク切れ]。
  - 9月30日 - 23時15分をもって、放送大学の地上波デジタルテレビジョン放送、FMラジオ放送を終了[55]（ただし地上波放送の放送免許自体は10月末まで有効）。東京タワー水族館が営業を終了[56]。
  - 12月23日 - 運営会社の商号を「日本電波塔株式会社」から「株式会社東京タワー」に変更[18]。
- 2019年（令和元年）10月1日 - 運営会社の商号を「株式会社東京タワー」から「株式会社TOKYO TOWER」に変更[19]。
- 2020年（令和2年）3月31日 - この日の23時59分を持ってi-dioの放送を終了。

## 構想

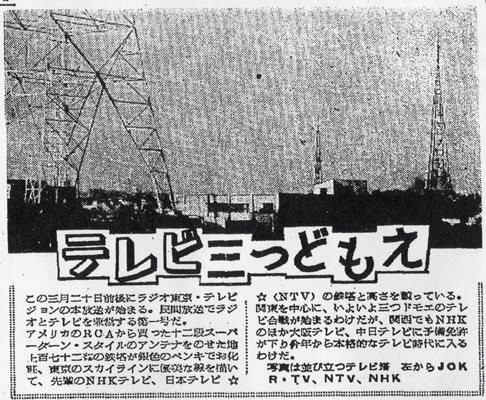
東京タワー建設前に見られた、千代田区から港区にかけての一帯に乱立するNHK、NTV、KRTの鉄塔（1955年1月、港区赤坂一ツ木町〈現・同区赤坂5丁目付近〉から撮影されたもの）

東京タワーの建設前、放送事業者各社局は個々に、高さ153 - 177メートルの電波塔を建設、自局の塔から放送を行っていた。当時開局していた日本放送協会（NHK）は千代田区紀尾井町に、日本テレビ放送網（NTV）は千代田区麹町に、ラジオ東京テレビ（KRT、現在のTBSテレビ）は港区赤坂に、自前の鉄塔を建設していた（詳細は電波塔集約の項を参照）。これらの高さだと、放送電波は半径70キロ程度しか届かず、100キロ離れた関東平野東端の銚子や関東平野北東部の水戸では満足に電波を受信することができなかった。また、受信アンテナには指向性があるため、チャンネルを変えるごとにアンテナの向きを各電波塔の方向に変えなければいけないという不便が生じた。
さらに、鉄塔の乱立は都市景観においても好ましい状況ではなく、既に千代田区南西部から港区北東部にかけての一帯には先述したNHK、NTV、KRTの鉄塔が乱立する光景が広がっており、今後放送局が増加した場合、東京が電波塔だらけになる恐れがあった。当時郵政省の電波管理局長であった浜田成徳をはじめとする関係者の中で、電波塔を一本化する総合電波塔を求める機運が高まっているところ、放送事業の将来性に着目した前田久吉と鹿内信隆の各々によって計画され、まもなく両者の計画は一元化された。
ほかの計画案もあったが、高さ300メートルを超える案は東京タワーのみで、次に高いものは200メートル級であり、放送事業者の既存の限られた土地を利用するため、展望台のないスリムなものであった。浜田は、パリのエッフェル塔を超える世界最大の塔を造り、そこに展望台を設けて集客すれば、建設費は10年で元が取れると考えていた。

## 建設場所
建設地は安定した電波を供給するために巨大な電波塔の建設が可能な広さと強固な地盤を有していること、魅力ある展望台のために工場などの煙が景観を妨げないことなど厳しい条件が求められた。
当初は上野公園付近への建設も検討されたが、海抜18メートルの高台にある港区芝公園地区は基礎を打ち込むための東京礫層地盤もより浅いところにあり、国の中枢機関や各放送事業者との距離が近いなど、報道と観光の両面に恵まれた立地であった。
増上寺の境内は25区画に分割された公園に指定されており日本電波塔株式会社は「紅葉山」と呼ばれる、以前紅葉館という高級料亭のあった区画を購入した。土地の買収は増上寺の檀家総代に前田が日本工業新聞の社長時代から親交があった池貝庄太郎がおり、増上寺との間を取り持って用地買収を成功させるよう働きかけた。また、芝公園4丁目地区の周辺一帯は建物倒壊危険度、火災危険度、避難危険度を示す地域の危険度特性評価（東京都2002年実施）において「相対的に危険度の低い町」を示すAAAの評価を得ており、防災面でも電波塔の立地に適していることがのちに判明した。
タワーから西側の住民は、飛行機の衝突、交通渋滞、ゴミの増加および環境悪化で子どもに悪影響があるのではないかとタワー建築に反対の姿勢であった。東側は、当時の国鉄浜松町駅からタワーへ向かう客により潤されることを期待した。

## 設計
この塔の建設に先立ち「日本電波塔株式会社」が設立された。そして、建築設計の構造力学を専門とする学者で、戦艦大和の鉄塔や名古屋テレビ塔や大阪の通天閣の設計も行い、さらに数十本におよぶラジオの電波塔を設計した実績があり、日本の塔設計の第一人者である内藤多仲、および日建設計株式会社が共同で塔の設計を行った。内藤は当時話題を提供していたドイツのシュトゥットガルトテレビ塔（英語版）（216.6メートル）を参考に鉄筋コンクリートの塔を想定した検討を行うが、特に基礎に関して敷地の関係などかなりの困難が伴うとの判断から鉄塔で計算を進める方針となった。
前田久吉は「建設するからには世界一高い塔でなければ意味がない。1300年も前にすでに高さ57メートルあまりもある立派な塔（五重塔）が日本人の手でできたのである。ましてや科学技術が進展した今なら必ずできる」と高さの意義を強く主張した。設計の条件として、アンテナを含めた塔の高さが380メートルで、高所に展望台を設置し、塔の下に5階建ての科学館をつくることを挙げた。東京全域に電波を送るには380メートルの高さが必要と推定されていたが、380メートルと想定して計算すると風の影響でアンテナが数メートルも大きく揺れると計算され画像が乱れる可能性が高かったため、先端のアンテナの揺れを数十センチ程度に抑え、放送に悪影響が起きず、かつ関東地方全部を守備範囲にできるぎりぎりの寸法についてさまざまに計算したところ、「全高333メートル」という数字が導き出され、偶然「3」が続く語呂合わせのような高さになった。この高さはフランス・パリのエッフェル塔の312メートル（2022年現在は330メートル）より21メートル高く、当時の自立式鉄塔としては世界最高という条件を満たしていた。デザインはエッフェル塔に着想を得たものであるが、航空機からも見やすいよう昼間障害標識としてオレンジと白で塗装された。
当初は最上部で風速90メートル、下部で風速60メートルの強風と大地震に遭遇しても安全なように、軽量化に有利な電気溶接ではなく、重量がかさむが当時では確実な技術としてリベットによる接合での構造設計がなされた。風力係数は当時の建設省建築研究所の亀井勇教授に依頼し、風洞実験を行った。地震力はまだ静的解析の時代であり、鉄塔では風圧力の方が支配的であったこともあり建築基準法の地震力算定法通りk=0.16+h/400を水平震度として適用した。解析、計算はすべて手計算で、トラスの解法として一般的であったクレモナ図解法とカスティリアーノの定理が使用された。
構造計算書の最終チェックは自身の設計事務所の田中彌壽雄、日建設計の鏡才吉とともに熱海にある早稲田大学の保養所「双柿舎」に3日間缶詰状態で行われた。設計を終えた内藤は「どうかね、こんなに素晴らしい眺めはない」と言った。のちに立体骨組モデル応力解析ソフトウェア“FRAN”で耐力を検証しているが、かなりの精度で一致していた。また、加藤勉（東京大学名誉教授・（財）溶接研究所理事長）による「東京タワーの構造安全性について」（2007年）によって、東京タワーの構造の信頼性は高いという第三者評価を受けている。当時の建築基準法では建築物の高さは最大31メートル以下と決められていたが、タワーは工作物とされ建築が可能となった。当初、地上約66メートル付近にビアレストランを設置する計画だったが、実現されることはなかった。これは、レストランにすると建築基準法に抵触したためと考えられている。

## 建設
1957年5月から6月末までの約45日間でボーリング調査を行った時点で、設計は未完成であったが、短期間に完成させなければならないため、6月29日に増上寺の墓地を一部取り壊してすでに設計の決まっていた基礎部の工事が開始された。7月15日に最終的な設計図が完成し、9月21日には鉄骨の組み立てが始まった。
施工はゼネコンの竹中工務店。塔体加工は新三菱重工（現・三菱重工業）、松尾橋梁。鉄塔建築は宮地建設工業（現・宮地エンジニアリング）が請け負った。現場指揮官は直前にNHK松山放送局電波塔を担当していた同社の竹山正明（当時31歳）。現場でのヘルメットの色は白：監督管理関係、黄：竹中工務店の社員、緑：鉄塔建方関係、灰：設備関係で色分けされた。
基礎は海抜0メートルの砂利層まで掘り下げて、コンクリートを打ち込み直径が2メートル、長さ15メートルで底の直径が3.5メートルのコンクリート製の円柱を1脚に8本打った（のちのデジタルアンテナ増設時に2本ずつ増設）。塔脚にはカールソン型応力計を埋めておき、脚を支えるための支柱をオイルジャッキで持ち上げて脚の傾きを調節する際など、各塔脚に加わる重量の計測に利用している。タワーは脚を広げた形をしているため、重みで脚が外へ広がろうとする力が加わるが、直径5センチの鋼棒20本を各脚に地中で対角線上に結んで防いでいる。
高さ40メートルのアーチライン最上部までは長さ63メートルのガイデリックを使用し、次に80メートルまで組み立てるため、ガイデリックを地上53メートルのマンモス梁までせり上げ鉄骨を組み立てていった。80メートルからの組み立てはエレクターを用いて、鉄骨はエレベーターシャフト内を持ち上げていった。
塔脚4本が地上40メートルでアーチ形に組まれたのは1957年12月だが、アーチ中央部が加工の段階で設計より15ミリ沈んでおり、梁の結合ができずに1週間原因究明に時間を費やした。しかしこの問題は、鉄骨に開けられていたリベットを差し込む穴を15ミリずらすことで解決した。
高所までの移動は、80メートルの足場まで4分で昇る2メートル四方のゴンドラ3台で対処した。
高さ141.1メートル（H.14）地点まではリベットで組み立て、それ以上は防さびのため部材に亜鉛メッキを行ったことで、ボルト接合になっている。ボルトは締めたあとに溶接して固めるが夏場の鉄塔は40 - 50度まで上昇し、とび職達を苦しめた。リベットは16万8,000本、本締めボルトは亜鉛メッキ部材の現地接合に4万5,000本使用している。
アンテナの設置は当初、名古屋テレビ塔や東京スカイツリーのように塔体内を吊り上げる予定であったが、アンテナ工事は台風の多い9月に開始されたため、工事が遅れてしまいアンテナを上げる前にエレベータ設置工事を始めないと、工期に間に合わなくなってしまった。そのために、アンテナは塔本体の上に30メートルの仮設鉄塔を組んで仮設鉄塔の一面を開けておき、8つに分かれたアンテナ部材（最大14トン）を、下の部材から順に塔の外側から吊り上げていった。塔体内では吊り上げた部材に順次ボルト接合を施して組み立てていき、1958年10月14日15時47分、アンテナが塔頂部に据え付けられた。
現場鳶職人は初期に20人。仕事が増えるにつれ常時60人、タワー上部では6 - 7人で組み立てを行っていた。若頭は当時25歳の桐生五郎。桐生はタワー完成翌日に、建設中に見合いをした女性と結婚式を挙げた。建設には渡り職人も参加している。当時の鳶の平均日給は500円、タワーでは750円だった。高さを増すごとに強風に苦しめられたが、納期があるために風速15m/sまでは作業を実施した。建設開始時は命綱どころかヘルメットすら装着せずに高所での作業を行っており、1958年6月30日10時には昇っていた鳶職1人が強風に煽られて高さ61メートルから転落死し、麓にある増上寺で葬儀を行っている。
着工から1年3か月後（543日間）の1958年12月23日、延人員21万9,335人にて完成し、鉄塔本体の最上部に建設に携わった96人の技術屋たちの名前が刻まれた金属製の銘板が据えられた。総工費は当時の金額で30億円であった。
合計約4,000トンの鋼材（鉄塔本体：SS41（旧JIS。現JISではSS400。降伏強度は240N（ニュートン）/mm2）、アンテナ支持台：SHT52相当品 降伏強度 325N/mm2）が使用されたが、その中でも特別展望台から上の部分に使用されている鉄材の原料には、朝鮮戦争後スクラップにされたアメリカ軍の戦車約90両分が使われている。これは当時の日本では良質の鋼材に恵まれず、またアメリカにとっても修理するより旧式戦車を売却して新型戦車を製造した方がメリットが大きかったためである。これがバラエティ番組『トリビアの泉 〜素晴らしきムダ知識〜』で取り上げられた際に「東京タワーの特別展望台の上はさらに特別なものだった」と形容されている。米軍戦車(M4, M47)を実際に解体した業者(解体スクラップは東京製鉄で形鋼になった)が問屋から聞いた話として「1000トンから1500トンが100メートルから上の東京タワーの細いアングルとして使われた」が伝わっている

## 地上0メートル地点
タワーの高さは標高18.000メートルを地盤面（G.L・Ground Line）としているため、東京湾中等潮位（T.P・TOKYO Peil）からの値を使用している。
タワーは丘陵地に建っており、正面は1階が出入り口で駐車場出入り口は2階に位置している。そのためどの部分を基準としているのかがわかりにくく、タワーを訪れても基準となる目印は特に見当たらない。
一方、タワーの立面図 を見ると地盤面はフットタウン1階の床と同一に見える。

## 名称
「東京タワー」の名称は完成直前に開かれた名称審査会で決定した。事前に名称を公募し、最終的には8万6,269通の応募が寄せられた。
一番多かった名称は「昭和塔」（1,832通）で、続いて「日本塔」「平和塔」だった。ほかには当時アメリカとソ連が人工衛星の打ち上げ競争をしていたことから「宇宙塔」、皇太子明仁親王（明仁上皇）の成婚（1959年）が近いということで「プリンス塔」という応募名称もあった。
しかし名称審査会に参加した徳川夢声が、「平凡こそ最高なり！」、「ピタリと表しているのは『東京タワー』を置いて他にありませんな」と推挙し、その結果1958年10月9日に「東京タワー」に決定した。
「東京タワー」での応募は223通（全体の0.26パーセント、13位）であり、抽選で神奈川県の小学校5年生女子児童に賞金10万円が贈られた。

## 電波塔集約
東京タワーの完成に先行して開局していたNHK総合テレビジョン・日本テレビ放送網（NTV、以下「日本テレビ」）・ラジオ東京（1960年に東京放送（TBS）に改称。以下「TBSテレビ」）は、それぞれ自局の敷地に電波鉄塔を建設してテレビ放送を行っていた。
- NHK東京総合テレビジョン：千代田区紀尾井町（高さ177メートル。NHK千代田放送所。1982年廃止・1991年撤去。跡地はNHK千代田放送会館）
- 日本テレビ：千代田区二番町（高さ153メートル。麹町送信所。1980年撤去。跡地は日テレ麹町ビル北館）
- TBSテレビ：港区赤坂（高さ174メートル。赤坂テレビ鉄塔。1995年撤去。跡地は赤坂サカスのSacas広場）

そのため、当初は1959年に新たに開局したNHK教育テレビジョン（1月開局。当時1ch）・日本教育テレビ（NET、現・テレビ朝日。2月開局）・フジテレビジョン（CX、3月開局。以下「フジテレビ」）が利用していた（NHKは同年4月に総合テレビと教育テレビのチャンネルを交換）。翌1960年に赤坂のTBSテレビ（1月）と紀尾井町からの送信に変わっていたNHK教育テレビ（5月）も合流した。
当初はNHKと民放6局のアンテナを東京タワーに一本化するはずだったが、調整の段階で日本テレビが「採算が合わない」「アンテナの配分が不満だ」という理由で不参加になった。しかし、実際はテレビ業界の覇権を競う産経新聞創設者の前田久吉と、読売新聞中興の祖であり、日本テレビ創設者でもある正力松太郎との対立といわれる。
東京タワーの完成後も日本テレビは麹町の自社敷地内のアンテナから電波を発信し続けていたが、他局に比べて放送エリアが劣るのは否めなかった。そこで同局は自社の所有地である新宿（現在の東京メトロ副都心線・都営地下鉄大江戸線東新宿駅付近。新宿六丁目の新宿イーストサイドスクエア敷地）に東京タワーの2倍もの高さを持つ電波塔「正力タワー」の建設を計画して1968年5月10日に発表。ボーリング調査や東京都に建築申請書を提出している。
さらにNHKも「NHKが民放に恒久施設を借りた例がない。そんなことをしては聴視者に責任がもてない」と1969年7月2日、渋谷のNHK放送センター敷地内に高さ600メートルの電波塔を建てる計画を発表する。これを受けて放送事業の監督官庁であった郵政省は、利害関係者である日本電波塔（東京タワーの会社）を交えて話し合うことを指示するが、日本テレビは「あくまでも実行する」と発表。
しかし正力没後の翌1970年に、メインアンテナを麹町の本社から東京タワーへ移転することになった。その際、TBSが自社の予備スペースを日本テレビに譲ることで、メインアンテナのスペースを確保している。これにより全放送局が東京タワーに集約された。

## 塗装

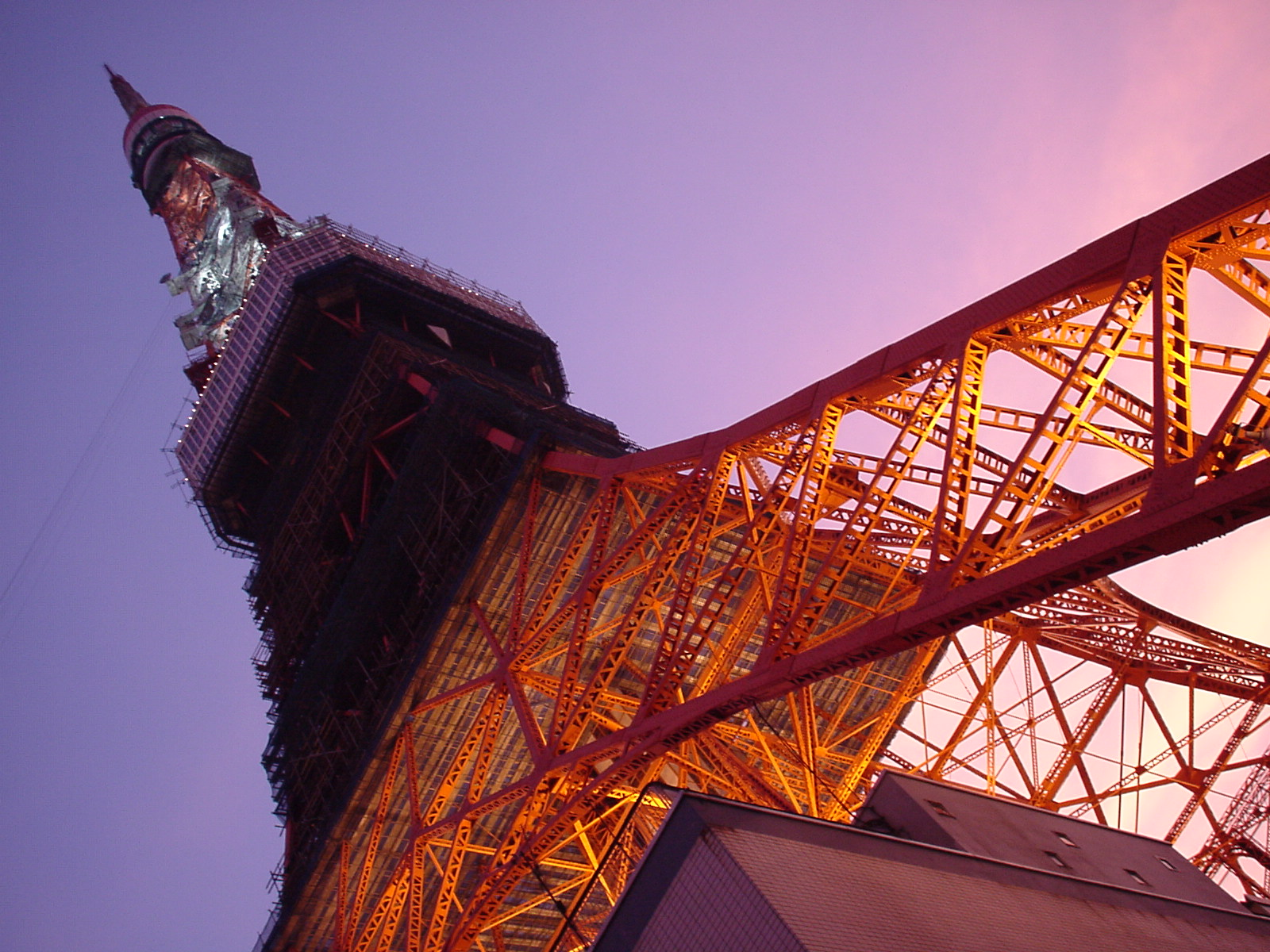
第8回塗替塗装中のタワー。2002年7月撮影

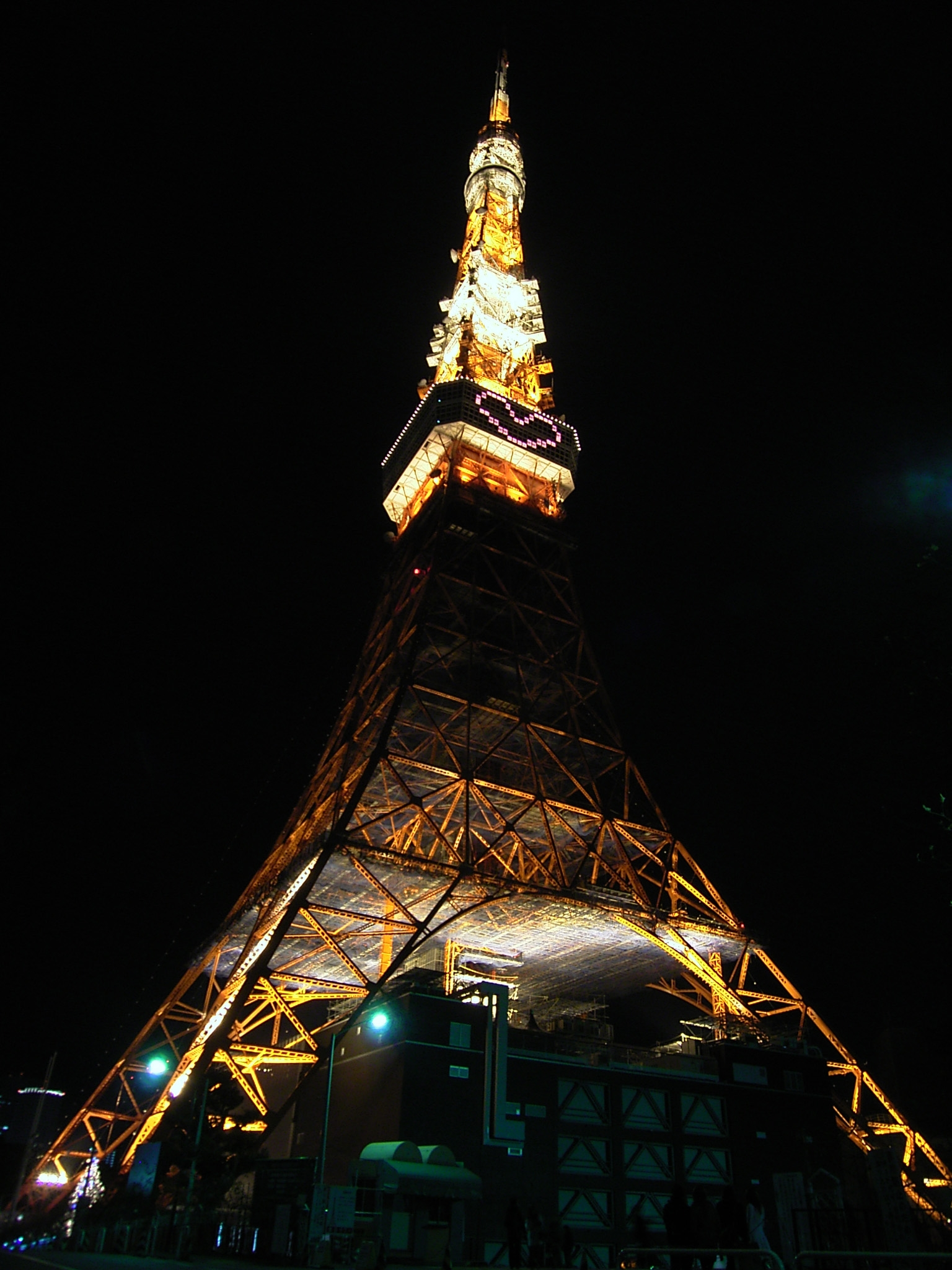
第9回塗替塗装中のクリスマスイルミネーション。2007年12月撮影

建設時の塗装は地上からH.14（地上141.1メートル）までは鋼材を工場にてサンドブラストしてから下塗りまで塗装し、現地搬入時に2回目の下塗りをした。接合部のリベット頭・部材エッジ部は予め下塗り塗装による増し塗りが行われ中塗り、上塗りにはフタル酸樹脂系塗料を用いて6行程行われた。H.14からH.27（地上252.65メートル）までは工場にて鋼材を酸洗いしてから溶融亜鉛メッキを施し現地搬入、建方、本締めボルト接合後にジンククロメート系さび止めペイントを塗装した。中塗り、上塗りは鉄鋼材と同様である。また、建築当時はインターナショナルオレンジがさび止めの鉛丹と間違えられ、完成した後も最終的にはどのような色になるのかまだペインティングの途中だと思っている人がいた。
東京湾からの潮風による腐食の防止とインターナショナルオレンジの白化現象が目立ち美観を保つ上でほぼ5年に1度の周期で約1年かけて外観塗装を補修しており、1回目（1965年）は磯部塗装が担当し2回目（1970年）以降は平岩塗装が一貫して請け負っている。平岩塗装の平岩高夫会長は前田久吉から会うたびに「鉄はサビさせてはあかんからな。大事に守ってくれ」と言われている。
鉄塔本体の塗装工区は大展望台を境に2つに分け上部は秋に、下部は翌年の春に施工している。作業時間は日の出から営業を開始する9時までに限定されていたが現在は7時を過ぎると通勤者が増えるため、2時から7時までの5時間で作業を行う。
最上部のアンテナを除くH.27の塔体の上から順に木製の丸太で足場を組み、まずケレン落としと呼ばれる下作業をして下塗り、中塗り、上塗りと3工程が行われるがこれは全てハケを使い人の手によって塗られる。上部のアンテナは電波を送信するため足場を組むわけにはいかず、放送電波が停止した時間に職人がアンテナをよじ上って作業をした。総塗装面積94,000平方メートルに使うペンキの量は34,000リットルとなり、延べ約4200人が作業に当たる。使用する塗料は一斗缶に置き換えて縦に積み重ねると、東京タワーの2倍の高さになる。金属ではなく木製の丸太を使用するのは近隣への防音対策と電波への影響を避けるためであり、丸太の総数は1万本以上となる。以前にグラスファイバーのパイプを使用しようとしたことがあったがジョイント部分のクランプの使い勝手が悪く、木製の丸太に落ち着いている。また、塗装期間中のライトアップは右写真のようにタワーに影ができる。
塗装工事の最終日には、タワーのマークと職人一人ひとりの名前が刻まれた五百円玉大の記念メダルが職人に手渡された。
全面塗替は第1回が1965年、第2回が1970年、第3回が1976年、第4回が1980年、第5回が1986年、第6回が1991年、第7回が1996年、第8回が2001年、第9回が2007年に行われているがその都度塗り足しをしているため、9回の作業で完成時より約1ミリメートル塗装が厚くなっている。そのあと、2013年ごろに第10回目の塗り替えが行われ、2018年3月から2019年夏まで、第11回目の塗り替えが行われた。塗料の性能向上により、今後は塗り替えが7年周期に延長される予定である。このような定期的な塗装メンテナンスにより鉄骨が錆から保護されている限り、タワー本体は半永久的に存続可能であるとされている。
航空法によりストロボのような白色航空障害灯を常時点滅させれば現在のペイントを変更することは可能だが周囲には住宅や高速道路があり、住民への迷惑、運転者への安全を考えるとペインティングの変更は考えにくい。2008年現在は7等分の塗り分けだが、建設当時から1986年までは11等分に塗り分けていた。また、大展望台の外壁は現在は白色だが、1996年まではインターナショナルオレンジだった。
なお、塗装作業の一部にビートたけしと北野大の父である北野菊次郎が携わっていた。

## 観光施設としての東京タワー

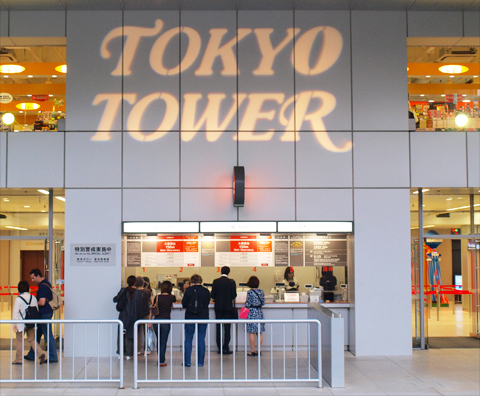
東京タワー入り口。
展望台への入場チケットなどを購入できる。

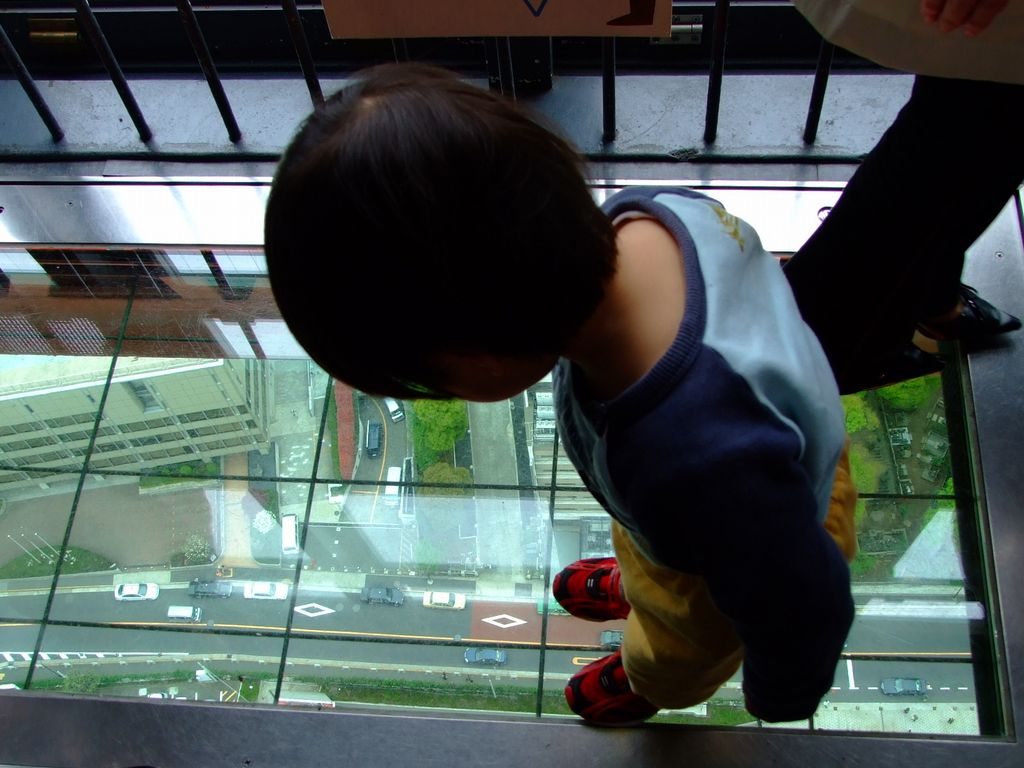
メインデッキ1階には一部にガラス張りの床（ルックダウンウィンドウ）があり、足下を眺めることができる。

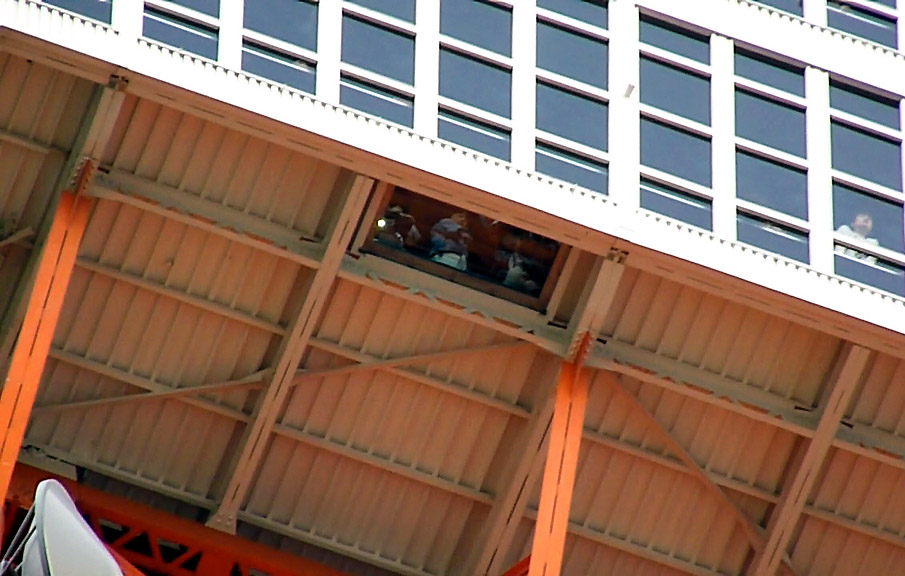
下から見るルックダウンウィンドウ

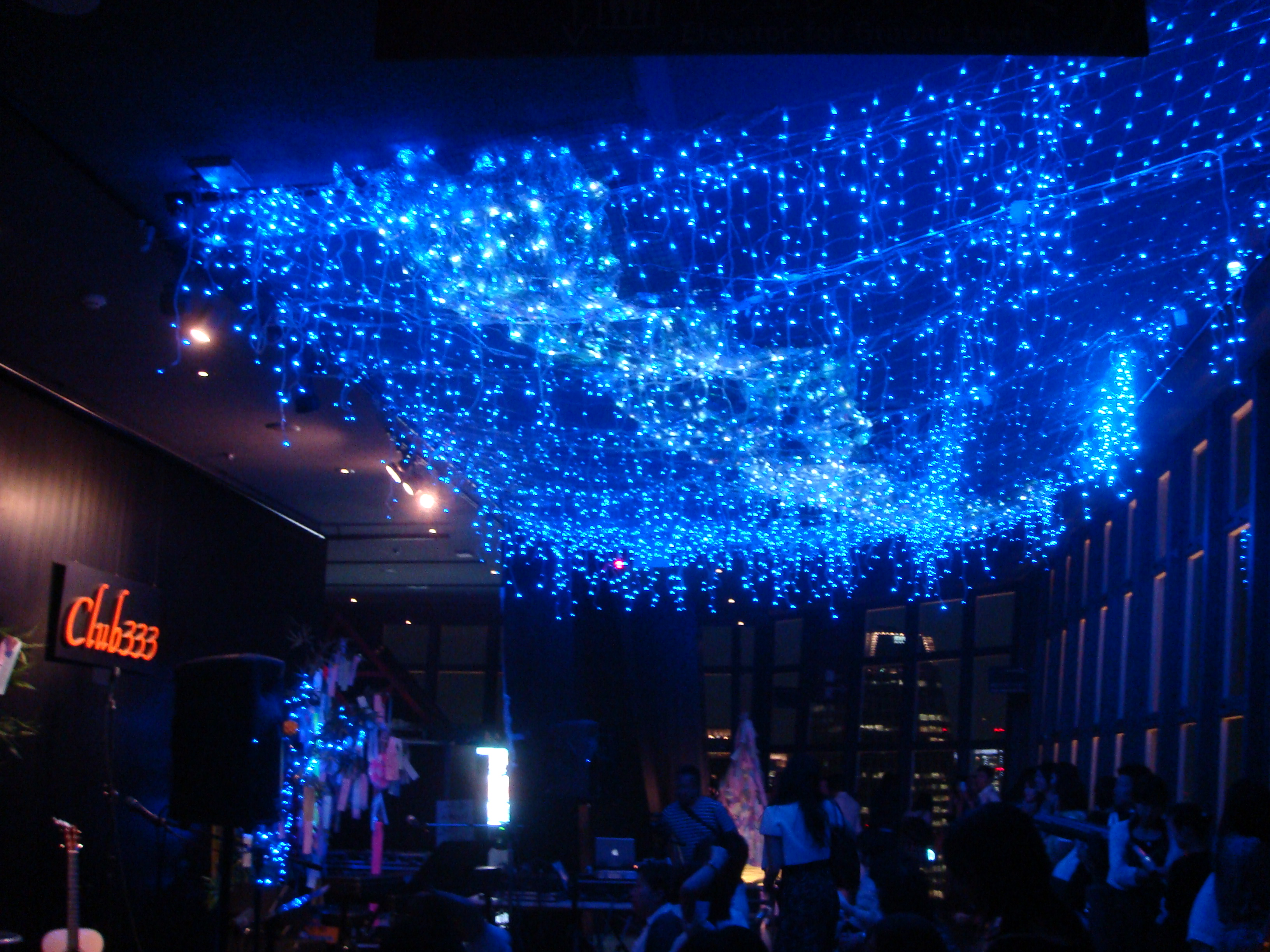
Club333

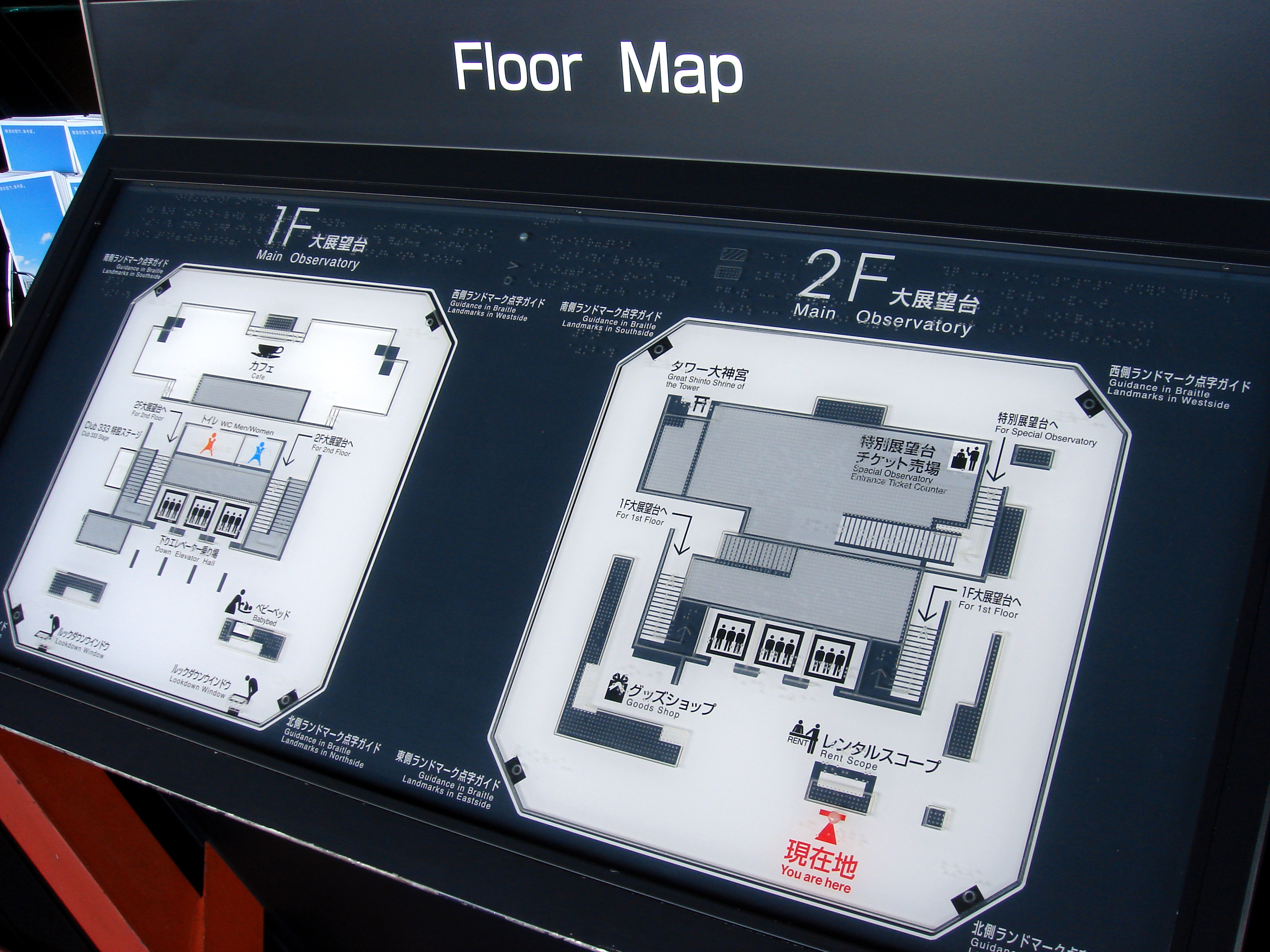
メインデッキ
のフロアマップ

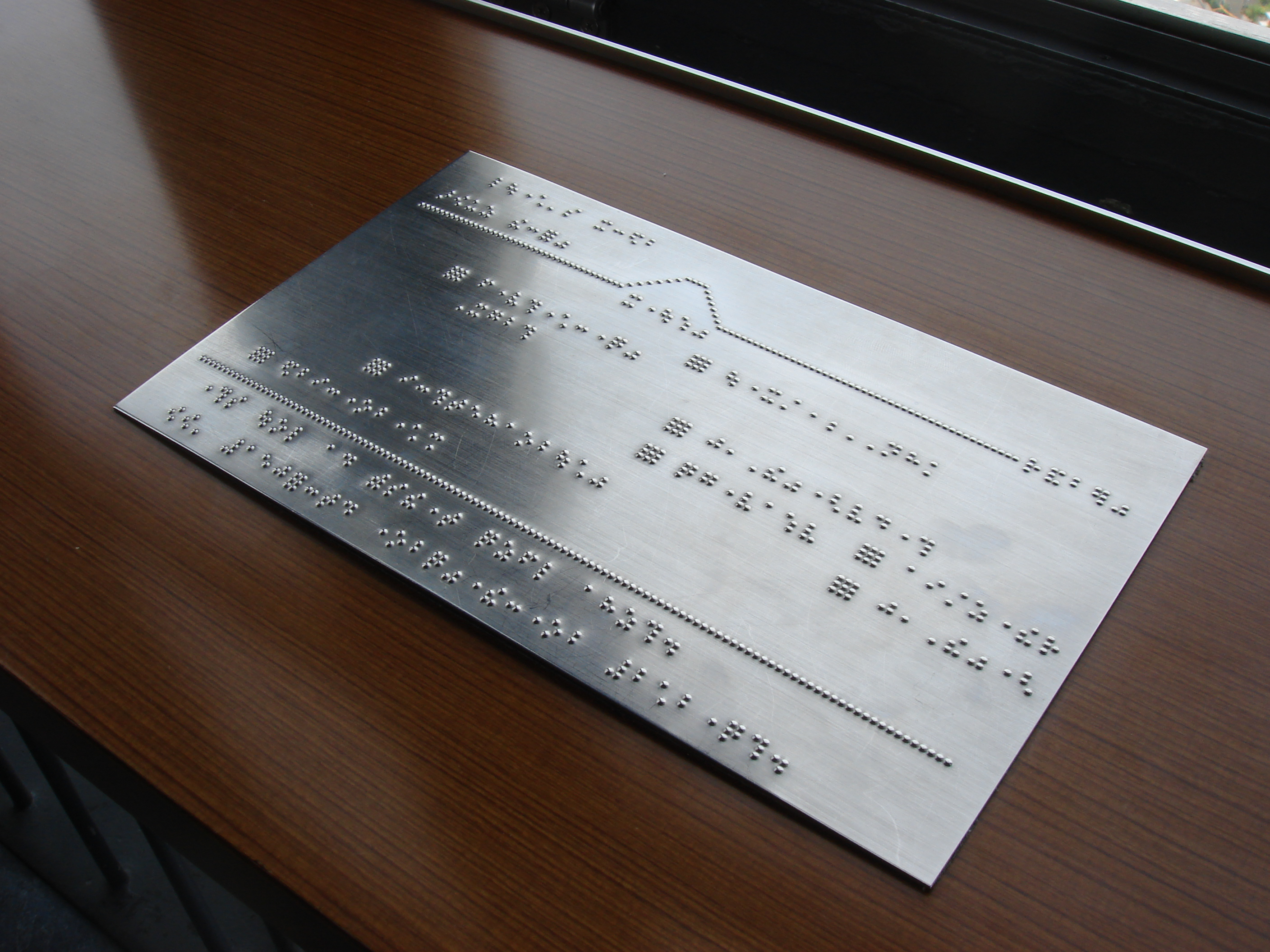
ランドマーク点字ガイド

この塔の売り上げは観光による収入が5割を超えている。東京近辺を目的地とする修学旅行などにおける定番の行き先として定着している。開業翌年の1959年に当時上野動物園が持つ年間入場者記録360万人を大幅に抜き、来塔者513万人（1 - 12月）を記録。一時落ち込みはあったが、現在は年間300万人が来塔している。
タワーは地方や海外からの観光客が多く利用し、地元の東京都民、特に港区民は「東京タワーは『おのぼりさん』が行くところ」と登ったことがないという人もいる。そのため日本電波塔株式会社では港区の小学生の招待や、社員の意識改革を行い若手デザイナーを起用し、イルミネーションなどを企画して来塔者数を増やした。
2008年12月23日の開業50周年に併せ、以下の事業を行った。
- 2007年12月から2008年8月にかけて、フットタウンと大展望台を結ぶエレベーターを順次改修した。3基それぞれにテーマがあり最初に行った3号機は「光のルービック・キューブ」、2号機は「UNIVERSE」、1号機は「UFO」というテーマとなっており天井には移動時に色が変わる仕組みが施されている。また、運行速度を少し速め、所要時間を1分から45秒に短縮した。
- フットタウン1階にあり、来塔者の休憩所や食事スペースとして使用していたタワーホールを「東京タワーホール」に改称すると共に全スペースを多目的ホールに改装した。
- 2008年8月5日からフットタウン3階の一部を改装して「タワーギャラリー3・3・3」としてオープンし、展示スペース・ショップ・カフェの3施設を併設した。

### 展望台
メインデッキ（旧称 大展望台）
メインデッキは地上120メートルより上に2階構造で位置しており、フットタウン1階からの昇りエレベーターは大展望台2階に到着して客を降ろす。帰る際はメインデッキ1階から下りエレベータに乗り込むことになる。53メートルと88メートルに避難歩廊があり、エレベータが停止した場合には低速運転で歩廊まで移動し避難することができる。フットタウンとメインデッキを結ぶ階段（590段）は土曜・休日・祝日に一般開放されており段の途中に段数の表記や看板が設置してある。途中でエレベータに乗り込むことはできず、階段昇り口付近には「体調の悪い方は階段のご利用をご遠慮ください」と注意書きがある。階段を昇り切ると、シリアルナンバー入りの「ノッポン公認 昇り階段認定証」が手渡される。下り階段は平日も開放されている。なお、メインデッキとトップデッキを結ぶ階段は非常用であり、一般客は利用できない。以前は展望台に有料の望遠鏡が設置されていたが現在は撤去され、双眼鏡の貸し出しを始めた。また、以前はガラス窓の下に小さな穴があり、そこから紙飛行機を飛ばす客もいたが現在その穴は存在しない。その他、大展望台は2002年4月のリニューアルまで眺望地点の看板の下部に広告を入れていた。メインデッキまでの車いす利用は可能であり、AEDはメインデッキ1階に設置されている。展望台レイアウトの点字表記の他、眺望の点字表記もある。
コンセプトは「ゆったり楽しむ壮大な東京の景色」である。2018年6月の時点で段階的にリフォーム中。
- ルックダウンウィンドウ（1階）
160センチメートル×60センチメートルの強化ガラスでできている真下が見える床。タワー正面側に2箇所ある。以前からある50センチメートル四方のものは、浜松町駅側（東側）と赤羽橋駅側（南側）に存在する。イルミネーションの電球を交換する作業員はここを歩き、高所での作業ができるか確認を行うことがある。
- Club333 特設ステージ（1階）
毎週水、木、金曜日に開催されるコンサートやリクエストプログラムで ホームページ よりリクエストができる。
- カフェ ラ・トゥール（CAFE la TOUR）（1階）
展望カフェで、展望台の床より60センチメートル高い床となっている。展望台では火が扱えないため、食品は電気で温めている。コーヒー、ミルク、ビール、ケーキ、ブリオッシュ、タワーの焼き印が入ったどら焼きなどが販売されている。
- グッズショップ（2階）
- レンタルスコープ（2階）
ビクセンの倍率10倍の双眼鏡を500円で貸し出している。
- タワー大神宮（2階）
東京23区の中で、最も高い位置に存在する神社。日本電波塔株式会社の創立20周年創立記念に、事業の隆昌繁栄と来塔者の安全を祈願し1977年7月11日に奉鎮した。祭神は天照皇大神。

なお、「大展望台」は2018年3月3日に改修とともに「メインデッキ」に改称された。
トップデッキ（旧称 特別展望台）
特別展望台は地上223.55メートルに位置しており、当初設置されていた作業台がそのまま残されたものである。開業から10年間ほど、放送設備や機材の倉庫として使われ、オープンは1967年7月になってからである。特別展望台からは都心をはじめ都内の街並みを一望でき、天候が良ければ神奈川・埼玉・千葉の各県の街並みや富士山などの山々も見ることができるが、天候その他の理由により営業を中止することがある。以前は入場の仕方が違い、入場料は大展望台（現：メインデッキ）の入場料に加算して支払う必要があった。入場チケットには番号が振られており、大展望台2階の天井に備え付けられている液晶ディスプレイに「リザーブチケット番号○○までの方ご案内中です。これからチケットを購入すると○○分」などと表示され入場制限を行っていた。現在は予約制である。
特別展望台（現：トップデッキ）のトイレは洋式で男性用、女性用が用意されている。公衆電話はあるが売店、自動販売機はない。ゴミ入れはあるが穴が缶くらいの大きさのため、基本的にゴミは持ち帰りである。かつては大展望台2階からは「風と光のプロローグ」というテーマで装飾された階段とエスカレーターを使ってトップデッキ行きエレベーターホールまで行ったが、現在は違う。このため車いすは利用できない。AEDは設置されている。2018年3月の大規模修繕時に「特別展望台」は「トップデッキ」に改称された。
リフォーム後はジオメトリックミラーやLED照明で美しく仕上がっている。内装デザインはKAZ SHIRANE、内装デザイン補助プログラムは合同会社髙木秀太事務所が担当した。
また、チケットは事前にインターネットで予約するか、1階のチケット売り場で予約する形態になっている。観光する際はツアーをするような形態で、「トップデッキツアー」と呼んでいる。

### フットタウン
タワーの下にある5階建ての観光・娯楽施設で、以前は「タワービル」と呼び科学館でもあった。タワーのおもりとして設計されている。過去にはTEPCOタワーランドやフジテレビタワープラザといった東京電力やフジテレビのショールームも入居していた。

#### 現行施設
2023年時点の施設。2022年4月に国内最大規模のe-sportパーク「RED° TOKYO TOWER」がオープンした。3階から5階のRED° TOKYO TOWERエリアは入場チケットが必要（施設内アトラクションは無料）。
屋上
メインデッキへの直通階段やチケット売り場が設けられている。晴天時にはメインデッキから降りてきたエレベータは屋上で客を降ろす。
5階
RED° TOKYO TOWER - ULTIMATE ZONE
4階
RED° TOKYO TOWER - ATTRACTION ZONE
3階
- TOWER GALLERY
- TOKYO TOWER OFFICIAL SHOP GALAXY（直営売店）
- マザー牧場カフェ
- RED° TOKYO TOWER - INSPIRATION ZONE

2階
駐車場直通の出入り口と、モスバーガー側に西出入口がある。
- 東京おみやげタウン
- 飲食店
- 雑貨店
- コンビニエンスストア（ローソン）

1階
- 正面入り口
- チケットカウンター
- 展望台直通エレベーター乗り場
- 東京タワーホール2
- 飲食店

地下
- 東京タワーホール - 400平方メートル、200人（立食時）収容のイベントスペース。

#### 過去施設
- 科学館
- TEPCOタワーランド
- フジテレビタワープラザ
- マンモス望遠鏡（屋上）
- ノッポンスクエア（4階）
- ゲームコーナー（4階）
- テレビ元気ですか（4階） - 実際に放送しているテレビの画質がどう乱れるかを実験する装置が設置されていた。
- 蝋人形館（3階） - 日本で最初に開設されたアジア最大の常設蝋人形館。後に日本マクドナルドを創業する藤田田が、アメリカで蝋人形館のノウハウを持っていたインターナショナルレジャーコーポレーションと手を組んで実現。蝋人形発祥の地であるイギリス・ロンドンの工房から直輸入された。2001年にリニューアル。キリスト、ザ・ビートルズ、毛利衛、向井千秋などを展示。一部撮影不可。2013年9月1日閉館。
- SPACE WAX（スペース ワックス）（3階）- 立体映像。2013年9月1日閉館。
- ギネスワールドレコードミュージアムTOKYO（3階） - 2005年8月5日〜2010年8月31日
- とうけいプラザ、感どうする経済館（3階） - 2005年11月〜2009年3月31日
- トリックアートギャラリー[注釈 26]（3階）
- Gallery DeLux（3階）
- 実際に塔の上部で使われているアンテナの展示[93]（3階）
- LOVE SPO TOKYO（ランニングサロン、3階）
- TOWER GALLERY 333（3階）
- タワー大食堂（タワーレストラン）（1階） - 〜2009年12月31日
- ファミリーマート（コンビニエンスストア）（1階）
- 東京タワー水族館 （1階）- 飼育している魚類を販売していた。2018年9月30日閉館[94]。
- 東京ワンピースタワー（4階） - 2015年3月13日〜2020年7月31日。 『ONE PIECE』をテーマにしたアトラクション施設。

### ライトアップ
イルミネーションは1958年12月21日に実験的に灯され、開業から20日間毎晩点灯された。その後は日曜、祝日の前夜に点灯し1964年の東京オリンピック中は連夜点灯。これが好評であったために1965年のクリスマスイブから連夜の点灯となった。電球は鉄塔の四隅に5メートル間隔で250灯配置していたが随時増えてゆき、1976年には696灯（塔体384灯、アンテナ88灯、特別展望台96灯、大展望台128灯）となった。電球が切れた場合はその都度交換しに行くのは手間がかかるため、ある程度切れたら交換していたが所々光が途切れている部分は目立ち、ある芸能人から「地方から東京に帰ってきてタワーを見ると、電球が切れていて気になる」と指摘を受けている。
ランドマークライト
タワーに直接光を当てることで塔体を浮かび上がらせる方式を採用したライトアップで、1989年元日より実施している。時間は日没から深夜0時までの間。開業30周年記念により照明デザイナーの石井幹子に依頼し、昼よりも夜の方が奇麗だと言われるライティングを目指してデザインされた。また、余計な重量をかけず、エッフェル塔の半分の電気容量を目標とした。照明はデジタルアンテナ部分12灯、特別展望台上部16灯、特別展望台から大展望台まで40灯、大展望台下部16灯、大展望台からタワービル屋上まで84灯、塔脚部12灯の計180灯で構成 され以前は1日あたりの電気料金は2万4000 - 2万5000円程であった。季節に合わせてライトの色も変化させており春・秋・冬（10月2日の夜 - ）は暖光色の高圧ナトリウムランプのライトアップ、夏（2010年は7月17日 - ）は涼しげな白色のメタルハライドランプの照明になる。また、イベントなどで違う色にライトアップする場合もある。照明の電球交換は当時・幸陽電気が担当していたが1998年に解散。その後カサキ電気工事を立ち上げ、関電工の請負としてメンテナンスをしている。電球交換は8時半から始め16時半に終了し、切れているところはないか確認してから解散となる。取り替えた電球は次のシーズンに使っている。

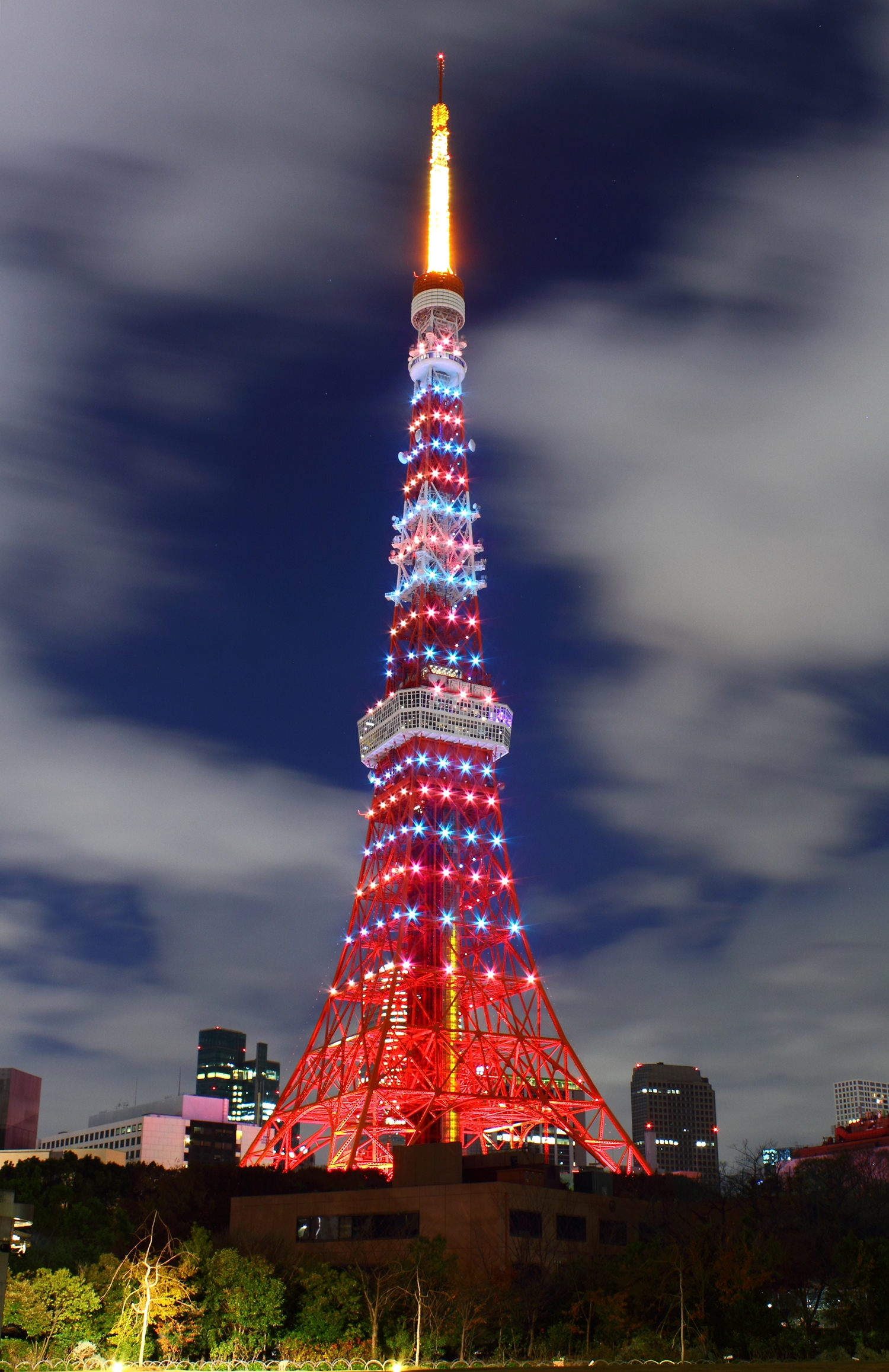
ダイヤモンドヴェール
2008年12月1日から実施している新たなライトアップで、50周年プロジェクトの一貫。ランドマークライト同様石井幹子によるデザイン。17段ある光の階層それぞれが7色に発色することができるLEDを使用し、各色にはメッセージが込められている。20時 - 22時までの2時間限定のライトアップであり、ライトアップスケジュールは ホームページ にて確認できる。日没からはランドマークライトが点灯して20時に消灯。ゆっくりダイヤモンドヴェールが ライトアップ されて22時に消灯。再度ランドマークライトが点灯される。このライトアップをテーマにしたラジオ番組がTOKYO FM（エフエム東京）で制作・放送されている（「東京タワー・プレゼンツ・ダイヤモンドヴェール」）。
電気料金は2008年12月時点では投光器の精度がアップしたことと中間部照明器具に消費電力の少ないLEDを使用していることにより、約1万8520円と約25%の省電力となっている。
過去に「乳がん撲滅キャンペーン（ピンクリボンデー）」で桃色、映画『マトリックス・リローデッド』のプロモーションやアイルランドと日本の外交関係50周年の記念として緑色、地上デジタル放送のプロモーションや世界糖尿病デーで青色のライトアップを実施したこともある。
2000年から年末年始（クリスマス終了から1月中旬まで）に大展望台の窓ガラスの外側に西暦の数字を装飾している。時間は16時30分 - 翌朝8時まで。ただし、大晦日は西暦表示の切り替え作業のため、0時から8時までの点灯となる。
2005年12月の地上デジタル放送のプロモーションで「地デジ」の文字や、2016年の東京オリンピック招致でオリンピックの色を使った「Tokyo」「2016」の文字を装飾していた時期があった。クリスマスには大展望台にピンクのハートが点灯される。
2007年の第58回NHK紅白歌合戦では総合優勝を決めるにあたり従来のそれぞれの審査カテゴリー別の得票最多チームをボールで数える「玉入れ方式」を行わず、東京タワーのライトアップに拠って最終成績を決めるという試みを行った。
2008年クリスマスの期間中（2010年は12月1日 - 26日）、毎日19時半に一旦ランドマークライトアップが消灯し大展望台にピンクの ハートマーク や大展望台から地上へ繋がるフラッシュライトがクリスマスソングに合わせて光のショー「東京タワークリスマス・ライトダウンストーリー」を展開する。
スポーツ大会で日本を応援する時や、優勝した場合には特別ライトアップが行われる時があり、夏・冬のオリンピック・パラリンピックで日本人選手・チームが金メダルを獲得した時、2009年のワールド・ベースボール・クラシックで侍JAPANが連覇を決めた時、サッカー日本代表がFIFAワールドカップ南アフリカ大会出場を決定した時、更には2011年にFIFA女子ワールドカップドイツ大会でサッカー日本女子代表が優勝した時には祝賀のライトアップを行った。
2011年に、石井の提案により東日本大震災で落ち込んだ日本を応援するべく、大展望台に8400個のLEDで「GANBARO NIPPON」の文字装飾を4月11日から16日まで行った。電力は太陽光発電でまかなわれ、その後ハートマークの装飾も実施した。また、6月20日には世界難民デーにあわせ、国際連合に使用されている色にライトアップされた。
2013年7月18日から7月21日までの4日間は、同月19日から10月6日まで開催の「藤子・F・不二雄展」に合わせ、青・赤・黄を基調としたドラえもんカラー（青は体色、赤は首輪、黄は鈴）にライトアップされた。また、9月3日のドラえもんの誕生日に合わせ、同年9月2日から9月4日までの3日間にも再び同色にライトアップされた。
2015年11月15日は2日前に発生したパリ同時多発テロ事件への哀悼の意味を込めて、東京スカイツリーとともにフランスの国旗と同じ青・白・赤にライトアップされた。
2017年9月23日は当日に番組終了を迎えたテレビ朝日系『SmaSTATION!!』が番組開始から16年間、東京タワーをバックにオープニングの挨拶をしてくれたことに対する感謝の意味を込めて、22時30分から2時間限定で番組テーマカラーである青色にライトアップされた。
なお、ライトアップには事前に決められた年間カレンダーに沿って、デザイナーなど専門家の監修やプログラミングを経て行われている。大展望台の窓文字も職人が窓にLEDのパネルをはめたり、配線などの作業が必要なことから10日前後の日時が必要となる。

### ライトダウン
設備の点検・工事などの夜間作業が行われる場合を除きライトアップの照明は0時に消灯されていたが「東京タワーのライトアップが消える瞬間を一緒に見つめたカップルは永遠の幸せを手に入れる」との噂が広まり、0時前になるとライトダウンの瞬間を見ようとする多くのカップルが集まるようになった。これは漫画『部長島耕作』で恋人の誕生日にケーキに立てるろうそくの数を1本少なく間違えた主人公・島耕作がタワーの灯を巨大なろうそくに見立てて0時の消灯と同時に吹き消して見せるシーンがあり、これが伝説の由来となっている可能性が高い。
ライトダウンは施設管理部電気課の職員がスイッチを操作するがアンテナの設備点検や工事があるために0時以降もライトダウンしないと「なぜ今日は消えないのか」と毎回問い合わせがあるため、現在は0時に消灯して再度0時半頃に点灯することになっている。スイッチは回転式で、大展望台の上と下を別々に操作することができる。ランドマークライトからダイアモンドヴェールに切り替わる際にもライトダウンを見ることができる。
また、2011年3月12日以降、東日本大震災（東北地方太平洋沖地震）のため自主的なライトダウン を同年5月10日まで終日行った。5月11日から13日の3日間は白色のダイヤモンドヴェール（追悼の光）を実施し、その後は自然エネルギーを取り入れるなどさらなる省エネに努めライトアップを再開している。

### 写真撮影

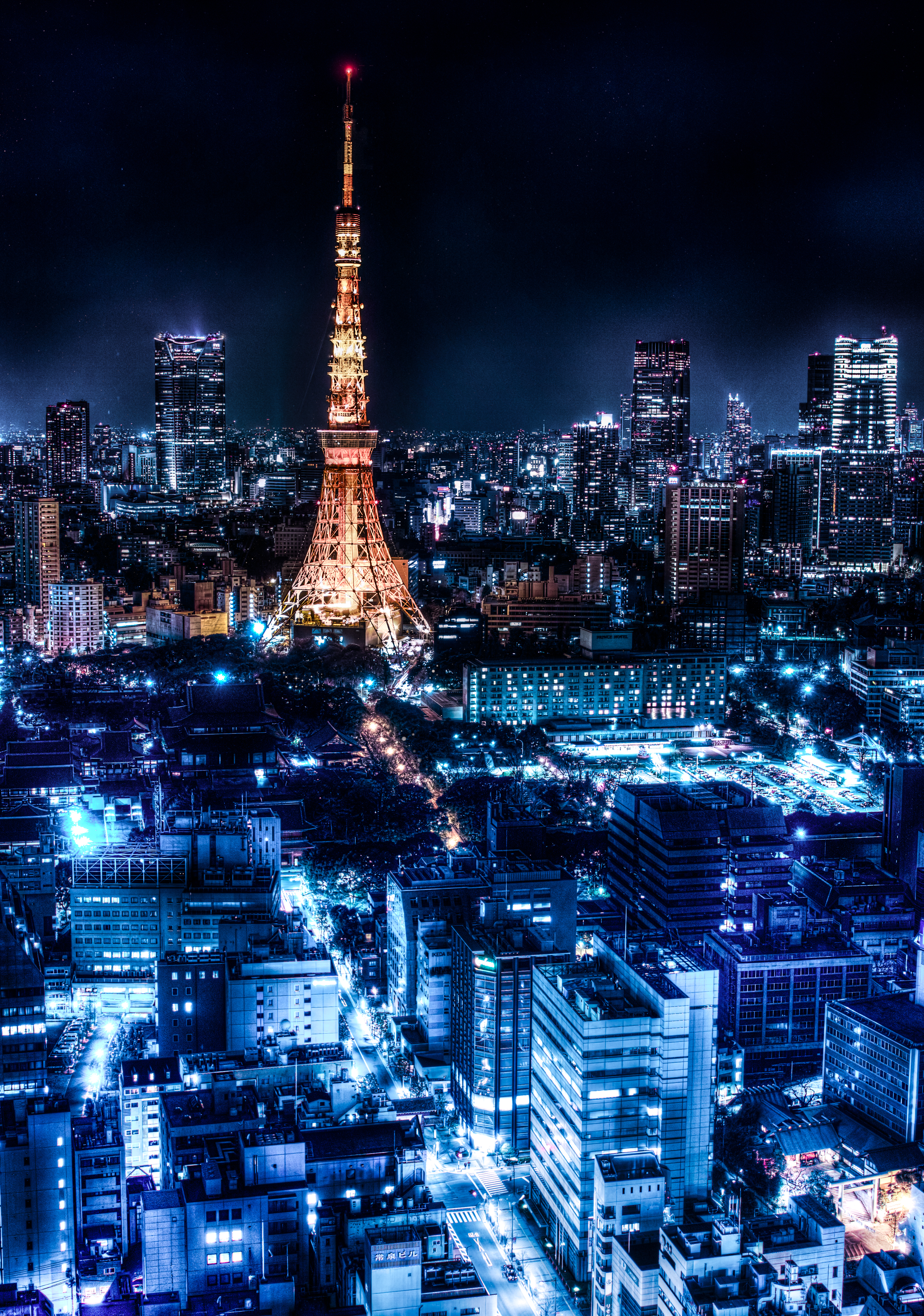
東京タワーから約1.2キロメートルの距離にある世界貿易センタービル40階の展望室から焦点距離45mmレンズにて撮影。左手前に増上寺、左奥に六本木ヒルズが見える。

東京都心部にある観光地であり、地上300メートルを超える光の塔となるタワーには、写真撮影をする地方や海外からの観光客が後を絶たない。人とタワーを一緒に撮影する場合、敷地内ではタワーが近すぎ、また巨大であるために身をかがめて撮影する人々が見受けられる。子供を撮影するに至っては寝転がって撮影する人もいる。そのために東京タワーには正面入り口左側に記念撮影用の立て看板が設置されている。この写真は順光となる2階出入り口側の2号塔脚付近で撮影されており、団体客の集合写真も2階出入り口付近で撮影される。
正面入り口側からの日中の撮影では、逆光で顔が黒くつぶれるためにフラッシュが必要となる。ただし、その場合タワーは暗く写るので注意が必要だが、最近のカメラは自動で逆光補正を行う機種もあるため、HDRやオートで撮影するのも方法である。

## 地上デジタル放送

### 地上デジタル放送開始
地上デジタル放送用の送信アンテナをどこに設置するかについては多摩地区、上野地区、秋葉原地区などから誘致提案が出された。しかしサービスエリアや航空路との関係などの面でいずれも決定的ではなく、2003年12月1日からの関東地区での地上デジタル放送開始に対応する仮の措置として従来アナログテレビ放送を行って来た東京タワーの施設を拡張する形で設置されることになった。このため大展望台の直下、135 - 145メートルの高さに送信設備室を増築し特別展望台の上の塔体最上部に直径13メートル、高さ11メートルの筒型のアンテナを設置した。

### 地上デジタル放送移行に伴う問題
デジタルテレビ電波はアナログテレビ電波に比べて送信所に近い地域（強電界地域）では受信電波障害の範囲が狭くなるが、送信所から遠い地域（中、弱電界地域）ではアナログテレビ電波同様に障害が発生する。
2013年（平成25年）まで、東京タワーでは地上デジタル放送波の送信を行っていた。これは暫定的な措置であり、2011年（平成23年）7月24日の地上デジタル放送全面移行後、今後さらに超高層建築物が建設されることも踏まえ、東京タワーの高さでは受信電波障害の問題を解決できず、（2009年の時点では）首都圏域すべて（アナログテレビの放送区域）をカバーし切れないと言われていた。

#### 東京スカイツリーの建設
この問題は、2000年代初頭から既に想定されていたが、2003年（平成15年）12月1日の地上デジタル放送開始には間に合わなかった。しかしその頃から、東京タワーに代わる新しい電波塔の建設が検討され始め、同年12月17日に東京タワーの電波障害を解消するためにNHKと民放キー局で構成する「在京6社新タワー推進プロジェクト」が発足。候補地については東京23区および近隣の数都市が名乗りを挙げて協議を重ねた結果、2006年に新塔の建設予定地が墨田区押上にある東武鉄道の貨物操車場跡地に決定。ここに新塔「東京スカイツリー」（以前は仮に「第2東京タワー」や「新東京タワー」「すみだタワー」などと呼んでいた）を建設することとなった。2008年7月14日に着工し地上デジタル放送への全面移行後の2012年2月29日に完成、同年5月22日に開業した。高さは634mで電波塔としては世界一を更新し地上350m地点に展望デッキ（第1展望台・フロア340-350）、450m地点に展望回廊（第2展望台・フロア445-450・最高地点451.2m）を設置する。建設費400億円。総事業費は約650億円。本放送は2013年5月31日9時に開始された（東京タワーからの送信所切替）。

#### 東京タワーの処遇について
一方、東京タワーを管理する日本電波塔は、2007年（平成19年）9月21日、放送局各局のデジタルテレビ完全移行後に、塔頂部にある現在のアナログテレビ用スーパーターンスタイルアンテナを撤去し、その場所へデジタルテレビ用アンテナを設置することで、アンテナ位置を80 - 100m上方に移動する方針を主軸とした、東京スカイツリーへの対抗案（東京タワーイノベーション計画）を打ち出し各テレビ局に打診した。80m改修案の場合、タワーの高さは変わらず、費用は約40億円とされ、各局の放送設備もそのまま流用できるなど、東京スカイツリーの建設に比べると圧倒的にコストを低く抑えられた。なお、材質には軽量の炭素繊維などを用いた場合、大掛かりな補強工事の費用は必要なく、改装費用はさらに減額することが可能であった。
2010年（平成22年）9月27日、日本電波塔はNHKおよび民放テレビキー局5社との間でテレビ送信（NHKはFMも含む）の東京スカイツリーへの移行後、災害時などで東京スカイツリーから電波が送れない場合の予備電波塔として、東京タワーの利用契約を結んだ。
2018年（平成30年）9月30日、地上デジタルテレビ放送への完全統合後も、東京タワーから送信を続けてきた放送大学地上波放送が、放送衛星を利用した衛星放送に統合されたことを受けて廃止となることから、東京タワーのテレビ放送の常時送信が終了となった。なおラジオ放送のinterfm、TOKYO FMは継続して東京タワーからの送信を行っているほか、地デジ・NHK-FMの予備送信所機能も継続されている。

## 放送施設としての東京タワー

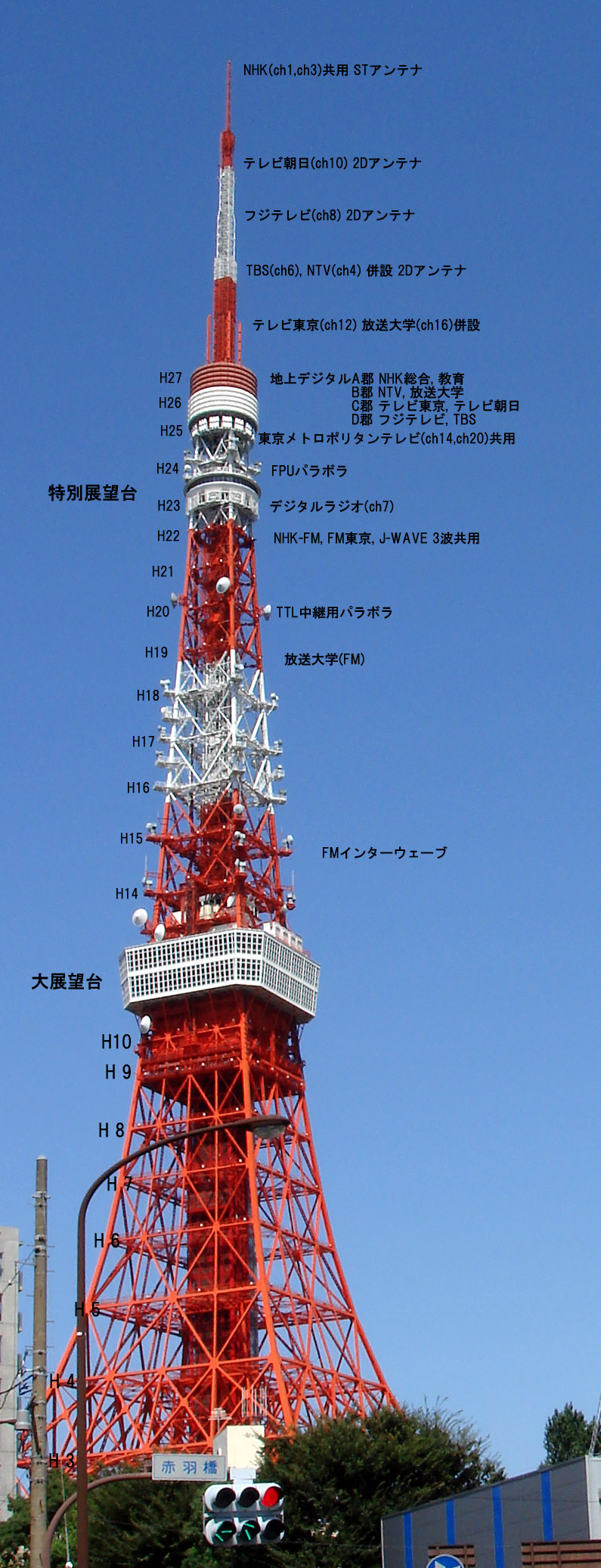
アンテナ配置（東京スカイツリー建設前）

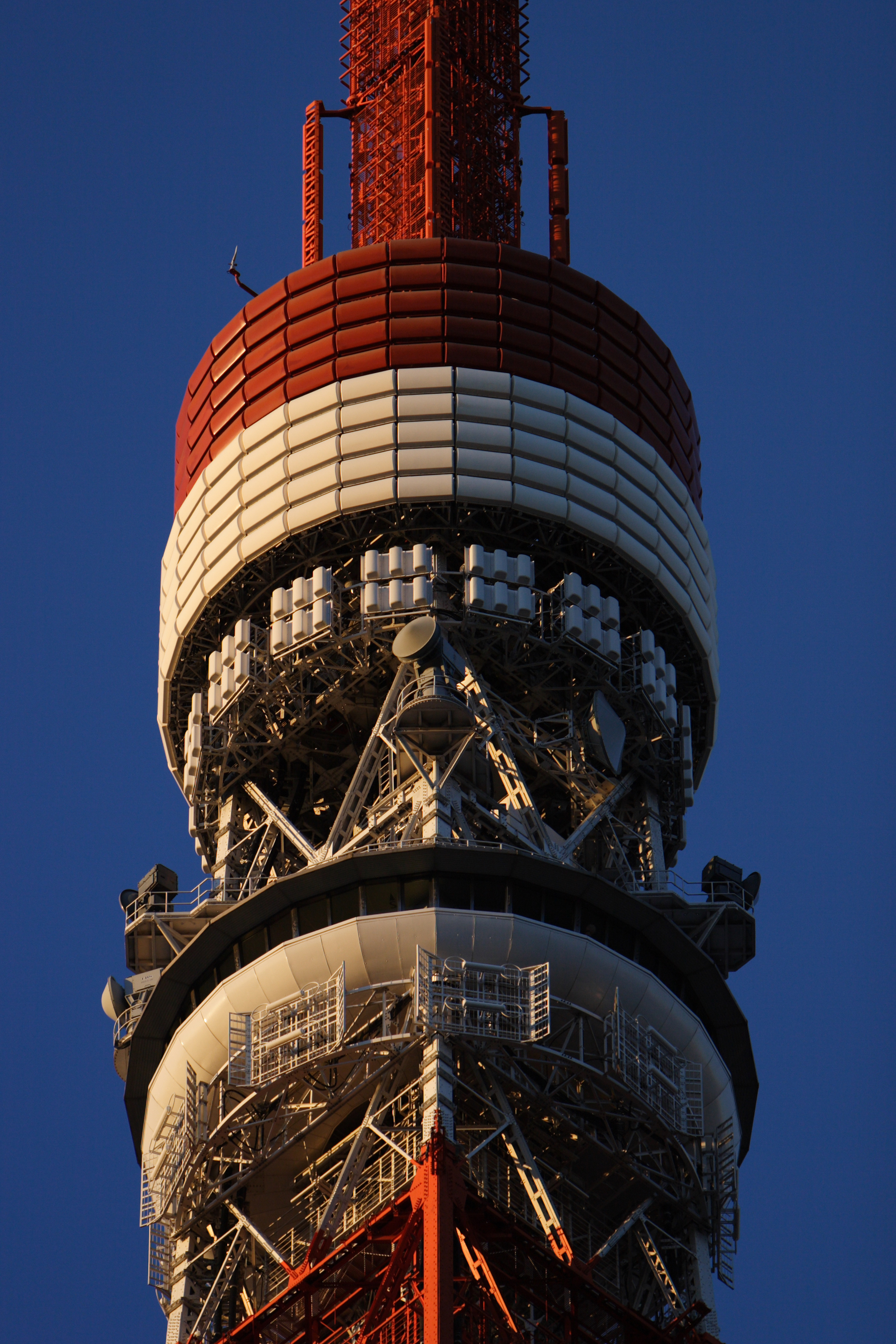
デジタル放送用アンテナと特別展望台

### 放送区域
発信される電波は、関東平野一円の半径100km圏を範疇とする。
- テレビ・FMとも基本的には関東平野一帯。それ以外の地域は近隣中継局やケーブルテレビなどで受信する。TOKYO MX（東京スカイツリーへ移転）は受信できる範囲が限られていた。
- そのほかは受信感度が劣るものの、山梨県・長野県・新潟県・宮城県・福島県・静岡県中東部のそれぞれ一部地域でも受信ができる。
- 災害などによって、東京スカイツリーから放送電波を送信できない場合に備え、冗長性担保のため東京タワーを災害時の予備の電波塔としてバックアップする契約が、2010年（平成22年）9月27日に、日本電波塔株式会社とNHK・在京キー局5社との間で結ばれた[116]。なお、NHKは地上デジタルテレビのほかFM放送も含まれている。

### 施設
建設当初からのアナログテレビ放送送信所（送信機室）はタワービルの5階にある。ただし5階は各放送局の送信設備などが置かれた機械室となり、保安上や安全上（感電事故等防止）の面から、関係者以外は立入禁止である。
なお、1997年3月10日にフジテレビで放送された『FNNスーパータイム』でフジテレビの河田町からお台場への電波の引っ越しのニュースを放送した時や2008年9月にフジテレビONE（当時:フジテレビ739）で放送された『ばら・す』では、フジテレビのアナログテレビ送信設備の一部が放送されたほか、2011年3月にNHK総合・NHK BS2で放送された『ブラタモリ』（第2シリーズ）ではNHK教育テレビのアナログテレビ送信設備の一部が放送されている。また、2011年7月24日深夜（25日未明）にテレビ朝日で放送された『ANN NEWS&SPORTS』や同年7月25日朝にNHK総合で放送された『NHKニュースおはよう日本』でも技術職員によるアナログ放送の完全停波作業のニュースが伝えられた際、それぞれのアナログテレビ送信設備の一部が放送されている（NHKは総合テレビの設備）。さらに、2013年5月31日9時に行われた地上デジタル放送の東京スカイツリーへの送信所完全移転の際には、関東ローカルニュースにて、東京タワーからの電波を止める瞬間の模様を放送した際に各局のデジタル送信所の一部が放送された。

#### 地上デジタル放送用送信機
送信機は2層を使って設置されており上階にNHKのテレビジョン放送2波分、放送大学と地上デジタル音声放送の実用化試験放送用（後1者は廃局済）、下階に民放テレビジョン放送5局分、それぞれの送信機を設置。なお、TOKYO MXは単独設置（アナログ送信機と共用）であった（移転済）。送信機は共通仕様に基づき設計された固体化水冷式で最大出力10kWが得られる。
地上デジタル放送送信設備室はフットタウンと大展望台を結ぶ階段からでないと入ることができない。なお、前述のとおり放送大学以外の局については2013年5月31日9時以降、予備送信所となっている。

#### 地上デジタル放送用アンテナ
特別展望台とアナログ放送用アンテナ部分の中間、高さ260 - 280mのところに直径13m・高さ12mの円筒形のアンテナを設置した。これは「3素子型2L双ループアンテナ5段15面4系統」といわれるもので、ループ型アンテナを構成するエレメントを10段30面に配置している。そして赤に塗装された上5段分から3波、白に塗られた下5段分から4波が送信される。このアンテナは前述の通り、当初は親局として使用されていたが放送大学以外の局に関しては2013年5月31日9時以降は東京スカイツリーからの送信が不可能になったときの予備アンテナとなっている。放送大学もBSデジタル放送に一本化するため、2018年9月をもって地上波での放送を終了しており、同年10月以降は東京タワーを親局として運用している地上デジタル放送は無い。
地上デジタル音声放送用のアンテナは特別展望台の直下、高さ約245mのところにプレートパラボラアンテナが設置されている（2011年3月31日の全局廃局に伴い、同年6月にアンテナ撤去）。これらの設備追加により塔は420tも重量が増加したとの案内が行われていた。2001年、タワーへのアンテナおよび送信機室の設置に伴って構造安全性が再検討され2003年から2005年春にかけて塔の構造材に鋼板による補強 と塔脚一本につきコンクリート杭（アースドリル工法・直径3m、深さ約18.5mの基礎杭）が2本ずつ増設 された。
2003年の運用開始当初はアナログテレビの混信を避けるため出力の抑制・指向性が掛けられていたが、アナアナ変換による対策がこの地域で完了した2005年までに無指向性・所定の出力となった。

#### 地上アナログ放送用アンテナ
アナログ放送のアンテナは塔頂部からNHK総合と教育（STアンテナ6段にて二重給電）、テレビ朝日、フジテレビ、TBSと日本テレビ（併設）、テレビ東京と放送大学（併設。ただし、放送大学のUHF送信アンテナはスキュー配列）（以上広域放送、NHK教育のみ全国放送）の順で塔頂部からH.27（地上27番目の鉄骨の水平材、桁）までのゲイン塔に設置されていた。ただし、TOKYO MXは開設が放送大学より後なのと県域放送（東京都のみでの放送）のため一段低い場所にあった。保守、管理をしていたのは電気興業。設計は同社の鈴田豊次（当時25歳）ら新米ばかりの若いチームだった。アンテナは送信波長の関係から太くできないため、直径17cmのステンレス丸棒を溶接したものを使用していた。ここから送信された電波は160km離れた栃木県那須湯本まで届いた。
地上アナログテレビジョン放送の終了に伴い2011年7月25日0時に送信を終了し、地上アナログ放送用アンテナは2012年7月までに撤去された。
- スーパーターンスタイル（ST）アンテナ6段（古河電気工業納入）と、下部に2ダイポール（2D）アンテナ
- 真下より撮影
右下はデジタル放送用アンテナの一部
- STアンテナ6段のうちの1段分（現在はNHK放送博物館に展示）。

#### FM放送用アンテナ
これらの放送局のアンテナは頂上部のTOKYO FM、特別展望台直下のNHK-FM（予備送信所）、interfmの順に設置されている。
特別展望台直下のアンテナは、NHK-FM・TOKYO FM・J-WAVEの3局が、1つのアンテナを共用していたがNHK-FMとJ-WAVEについては東京スカイツリーに送信設備を移転、TOKYO FMも後述の通り頂上部に移している。NHK-FMは引き続き予備送信所として残るが、J-WAVEは本社のある六本木ヒルズ森タワー屋上の予備送信所を継続利用するため使用されていない。以前はNHK-FMとInterFMの中間に放送大学のアンテナが設置されていたが、前述のテレビ放送同様BSデジタル放送への一本化のため2018年9月をもって地上波での放送を終了している。
2013年2月11日より、TOKYO FMのアンテナが、NHK東京のアナログテレビのあったタワー頂上部に新設された。当初の計画では2012年1月に、従来のNHKアナログテレビのアンテナを転用して送信する予定だったが、前述の東日本大震災によるアンテナ破損があったため、旧アンテナを撤去して新設することとなった。
InterFMでは開局時期が遅いこともあり、当初は地上150mの大展望台の直上という低い位置、ラジオNIKKEIの中継アンテナと同じ場所にあった。その後、首都圏の高層建築物の増加に伴って受信環境が悪化していたことから、アンテナを従来より高くした上で、かつ同じ周波数では混信が発生するため、同時に送信周波数76.1MHzを変更することとなった。2015年6月24日に総務省から変更許可を受け、同月26日より試験放送を開始、30日18時より本放送を開始した。10月31日まで移行期間として新旧周波数でサイマル放送を行い、11月1日より送信周波数を89.7MHzに一本化した。
この他、以前は大展望台の直下にAMラジオのニッポン放送のラジオ中継用のアンテナがあった。

#### テレビ中継回線設備
一般視聴者向けの放送アンテナ以外に、テレビ局は素材を遠方の取材先から演奏所に送るためのマイクロ波による中継システムを持つ。この塔には、送られて来たマイクロ波を受信するアンテナが、FM用送信アンテナ群の直下から大展望台にかけて設置され、遠隔操作で取材地方向に向けることができる。また、タワー自体による死角ができるので、対向する2個所1組で運用。これらのアンテナで受信した電波は、映像専用の回線を通じて各放送局の演奏所に送られる。
キー局が共同取材で素材を融通し合う場合があるが、アナログ放送時代は「タワー分岐」と呼ばれる作業により、送信所への中継回線の予備回線を利用して各局に映像素材を配信できるようになっていた。デジタル放送開始後は、ネクシオンが提供する映像伝送サービス「ネクシオンHD分岐」に移行した。
なお、光ファイバーによる大容量の伝送回線網が日本全国をカバーしたため、放送局相互用マイクロ波回線（NTT中継回線）は廃止された。

## 送信周波数・出力

### 地上デジタルテレビジョン放送

#### 予備用
アナログVHFから移行した以下の7局は2003年12月1日から本放送を行ってきたが、2013年5月31日9時を以って東京スカイツリーに主送信所を移転したことに伴い東京スカイツリーから送信できなくなった場合の予備送信所に移行した。
| ID | 放送局名       | コールサイン | 物理 チャンネル | 空中線 電力 | 実効輻射電力 | 放送対象地域                                      | 放送区域 内世帯数 |
| --- | -------------- | ------------ | --------------- | ----------- | ------------ | ------------------------------------------------- | ----------------- |
| 1 | NHK 東京総合   | JOAK-DTV     | 27ch            | 10kW        | 48 kW        | 関東広域圏 （茨城県、栃木県及び群馬県を含まない） | 約1400万世帯      |
| 2 | NHK 東京教育   | JOAB-DTV     | 26ch            | 10kW        | 48 kW        | 全国放送                                          | 約1400万世帯      |
| 4 | NTV 日本テレビ | JOAX-DTV     | 25ch            | 10kW        | 49 kW        | 関東広域圏                                        | 約1400万世帯      |
| 5 | EX テレビ朝日  | JOEX-DTV     | 24ch            | 10kW        | 48kW         | 関東広域圏                                        | 約1400万世帯      |
| 6 | TBSテレビ      | JORX-DTV     | 22ch            | 10kW        | 48kW         | 関東広域圏                                        | 約1400万世帯      |
| 7 | TX テレビ東京  | JOTX-DTV     | 23ch            | 10kW        | 48kW         | 関東広域圏                                        | 約1400万世帯      |
| 8 | CX フジテレビ  | JOCX-DTV     | 21ch            | 10kW        | 48kW         | 関東広域圏                                        | 約1400万世帯      |
| - コールサインは、主放送に対するもののみ。 - NHK東京総合の空中線電力は2003年の開始当初は300Wで、その後400W→820W→2.5 kW→5kWと段階的に出力を上げて2005年10月に所定の10kWとなった。 - NHK東京教育および広域民放5局の空中線電力は2003年の開始当初は15.5Wで、その後700W→1.2 kW（広域民放5局のみ）→2.5 kW→5kWと段階的に出力を上げて2005年10月に所定の10kWとなった。 - 予備送信所移行後も技術諸元は移行前と変わらず。 |                |              |                 |             |              |                                                   |                   |

### FMラジオ放送

#### 常用
| 周波数 （MHz）                                                                                           | 放送局名              | コールサイン | 空中線 電力 | 実効輻射電力 | 放送対象地域 | 放送区域 内世帯数 | 運用 開始日   |
| --- | --------------------- | ------------ | ----------- | ------------ | --- | ----------------- | ------------- |
| 80.0 | TOKYO FM エフエム東京 | JOAU-FM      | 10 kW       | 125 kW       | 東京都 | -                 | 1970年4月26日 |
| 89.7 | interfm InterFM897    | JODW-FM      | 10 kW       | 13 kW        | 東京都の特別区の存する区域を中心として、同一の放送番組の放送を同時に受信できることが、相当と認められる区域として総務大臣が別に定める区域 | -                 | 2015年6月26日 |
| - コールサインは、主放送に対するもののみ。 - 2013年2月11日4時55分以前のTOKYO FMの実効輻射電力は44.1 kW。 |                       |              |             |              | |                   |               |

#### 予備用
2012年4月23日の放送開始から主送信所を東京スカイツリーに移したため、東京スカイツリーから送信できなくなった場合の予備送信所に移行した。
| 周波数 （MHz）                                                                              | 放送局名   | コールサイン | 空中線電力 | 実効輻射電力 | 放送対象地域 | 放送区域 内世帯数 | 運用開始日   |
| ------------------------------------------------------------------------------------------- | ---------- | ------------ | ---------- | ------------ | ------------ | ----------------- | ------------ |
| 82.5                                                                                        | NHK 東京FM | JOAK-FM      | 5 kW       | 11 kW        | 東京都       | -                 | 1969年3月1日 |
| - コールサインは、主放送に対するもののみ。 - NHK-FM放送の開始日は、全国一斉本放送の開始日。 |            |              |            |              |              |                   |              |

## 廃止された放送局

### 地上デジタルテレビジョン放送
廃止日：2013年5月12日（東京スカイツリーへの移転のため）、2018年10月30日（BSデジタル放送移行のため）
| リモコンキーID | 放送局名                                | コールサイン | 物理チャンネル | 空中線電力 | 実効輻射電力 | 放送対象地域                    | 放送区域内世帯数 | 運用開始日    |
| --- | --------------------------------------- | ------------ | -------------- | ---------- | ------------ | ------------------------------- | ---------------- | ------------- |
| 9 | TOKYO MX 東京メトロポリタンテレビジョン | JOMX-DTV     | 20ch           | 3 kW       | 5 kW         | 東京都                          | 約690万世帯      | 2003年12月1日 |
| 12 | 放送大学                                | JOUD-DTV     | 28ch           | 5 kW       | 19 kW        | 関東広域圏 （授業実施予定地域） | 1319万6862世帯   | 2006年12月1日 |
| - コールサインは主放送に対するもののみ。 - TOKYO MXの空中線電力は2003年の開始当初は29Wで、その後700Wに出力を上げて2005年8月に所定の3kWとなった。 - TOKYO MXは東京スカイツリーへの送信所移転に伴う周波数変更をスムーズに行うため、2012年11月12日から東京タワーからの放送波を段階的に減力し、2013年5月12日正午に東京タワーからの送信を終了した。 - 放送大学は2006年12月1日に本放送開始し、2018年10月末に廃止。 |                                         |              |                |            |              |                                 |                  |               |

### 地上アナログテレビジョン放送
廃止日：2011年7月24日（放送法による一斉免許失効のため）
| チャンネル | 放送局名      | コールサイン     | 空中線電力 （映像/音声） | 実効輻射電力 （映像/音声） | 放送対象地域                    | 放送区域内世帯数 | 運用開始日     |
| --- | ------------- | ---------------- | ------------------------ | -------------------------- | ------------------------------- | ---------------- | -------------- |
| 1 | NHK東京総合   | JOAK-TV          | 50kW/12.5kW              | 240kW/60kW                 | 関東広域圏                      | 不明             | 1959年4月6日   |
| 3 | NHK東京Eテレ  | JOAB-TV          | 50kW/12.5kW              | 270 kW/69 kW               | 全国放送                        | 不明             | 1959年1月10日  |
| 4 | NTV日本テレビ | JOAX-TV          | 50kW/12.5kW              | 370 kW/94 kW               | 関東広域圏                      | 不明             | 1970年11月10日 |
| 6 | TBSテレビ     | JOKR-TV→ JORX-TV | 50kW/12.5kW              | 380 kW/95 kW               | 関東広域圏                      | 不明             | 1960年1月17日  |
| 8 | CXフジテレビ  | JOCX-TV          | 50kW/12.5kW              | 370 kW/92 kW               | 関東広域圏                      | 不明             | 1959年3月1日   |
| 10 | EXテレビ朝日  | JOEX-TV          | 50kW/12.5kW              | 370 kW/91 kW               | 関東広域圏                      | 不明             | 1959年2月1日   |
| 12 | TXテレビ東京  | JOTX-TV          | 50kW/12.5kW              | 370 kW/93 kW               | 関東広域圏                      | 不明             | 1964年4月12日  |
| 14 | TOKYO MX      | JOMX-TV          | 10 kW/2.5 kW             | 17 kW/4.2 kW               | 東京都                          | 不明             | 1995年11月1日  |
| 16 | 放送大学      | JOUD-TV          | 50 kW/12.5 kW            | 330 kW/81 kW               | 関東広域圏 （授業実施予定地域） | 不明             | 1984年11月1日  |
| - コールサインは主放送に対するもののみ。 - NHKは当初教育テレビ（Eテレ）が1chで開局。その数か月後紀尾井坂送信所から放送していた総合テレビとチャンネルを入れ替え、一旦タワーからの教育テレビ送出を終了。翌年TBSの送信所移設に合わせて再度タワーからの放送を開始。 - 日本テレビの運用開始日は、麹町二番町に当時あった本社から送信所を移した日付。2012年10月1日、「日本テレビ分割準備」が持株会社に移行する「（旧）日本テレビ」から免許を継承、同日、「（新）日本テレビ」に商号変更した。 - TBSテレビは1955年4月1日に「ラジオ東京テレビ」として開局。1960年11月29日に「東京放送（TBS）」と改称。段階的に進めてきた分社化・持株会社制移行に伴い2001年10月1日にコールサインを変更。2009年4月1日、「TBSテレビ」が持株会社に移行する「東京放送」から免許を承継した。 - テレビ朝日は当初「日本教育テレビ（NET）」として開局。1977年4月1日、「全国朝日放送（ANB）」に社名を変え「テレビ朝日」の通称使用を開始。旧本社を含む六本木ヒルズ再開発落成による原点の地再復帰に際し通称を正式社名とした。2014年4月1日、「テレビ朝日分割準備」が持株会社に移行する「（旧）テレビ朝日」から免許を承継、同日、「（新）テレビ朝日」に商号変更した。 - テレビ東京は当初「日本科学技術振興財団テレビ局」として開局し、「東京12チャンネル」を通称として使用。経営再建、教育局解除により1973年11月1日に新民放「東京12チャンネル」として再出発し1981年10月1日に現在の社名となった。 - 放送大学は放送局の開局日で、大学の授業開始日ではない。また、免許は大学ではなく大学を経営する法人に与えられていた。これは運用中のデジタルテレビ・FM局も同様。 |               |                  |                          |                            |                                 |                  |                |

### 地上デジタルラジオ放送実用化試験
廃止日：2011年3月31日（実用化試験放送終了のため）
| 周波数 （MHz） | 免許人                                                | コールサイン | 空中線電力 | 実効輻射電力 | 放送区域     | 放送区域内世帯数 | 運用開始日     |
| --- | ----------------------------------------------------- | ------------ | ---------- | ------------ | ------------ | ---------------- | -------------- |
| 190.214286 | デジタルラジオ推進協会 （現：放送波遮蔽対策推進協会） | JOAZ-FM      | 2.4 kW     | 3 kW         | 南関東の一部 | 約490万世帯      | 2003年10月10日 |
| - コールサインの「JOAZ」はかつてはNHKに指定するものとされ、NHK旭川第2放送名寄中継局に、続いてNHK佐世保第2放送に指定された。NHKでの廃止後には臨時目的放送局に指定するものとされ、複数のイベント放送局・臨時災害放送局に指定されたが1994年にぎおん柏崎まつり（柏崎市）に指定された後は、何れの無線局にも指定されていなかった。 |                                                       |              |            |              |              |                  |                |

### FMラジオ放送送信設備
廃止日：2012年4月23日（東京スカイツリーへの移転のため、J-WAVE）、2015年10月31日（下記周波数の運用終了のため、InterFM）、2018年10月30日（BSデジタル放送移行のため、放送大学）
| 周波数 （MHz）                                                      | 放送局名 | コールサイン | 空中線電力 | 実効輻射電力 | 放送対象地域 | 放送区域内世帯数 | 運用開始日    |
| ------------------------------------------------------------------- | -------- | ------------ | ---------- | ------------ | --- | ---------------- | ------------- |
| 76.1                                                                | InterFM  | JODW-FM      | 10kW       | 11.5kW       | 東京都の特別区の存する区域を中心として 同一の放送番組の放送を同時に受信できることが 相当と認められる区域として総務大臣が別に定める区域 | 不明             | 1996年4月1日  |
| 77.1                                                                | 放送大学 | JOUD-FM      | 10kW       | 38 kW        | 関東広域圏 （授業実施予定地域） | 不明             | 1984年11月1日 |
| 81.3                                                                | J-WAVE   | JOAV-FM      | 10kW       | 44 kW        | 東京都 | 不明             | 1988年10月1日 |
| - 局名は略称・愛称で表記。 - コールサインは主放送に対するもののみ。 |          |              |            |              | |                  |               |

### マルチメディア放送
廃止日：2020年3月31日（運用終了のため）
| 周波数 （MHz） | 放送局名 | コールサイン | 空中線電力 | 実効輻射電力 | 放送区域内世帯数 | 運用開始日   |
| -------------- | -------- | ------------ | ---------- | ------------ | ---------------- | ------------ |
| 105.428571     | i-dio    | JOLZ-MM3     | 10 kW      | 70 kW        | 約-万世帯        | 2016年3月1日 |

## 比較
日本国外の建造物については東京タワーの高さを超える主要建造物のみ掲載。
- 凌雲閣 - 1890年完成、1923年に関東大震災で崩壊、解体・約52m
- 原町無線塔 - 1921年完成、1981年撤去・200m
- 千住火力発電所（お化け煙突） - 1926年完成、1963年操業停止し解体・83.82m
- エンパイア・ステート・ビルディング - 1931年完成・443.2m
- 名古屋テレビ塔 - 1954年完成・180m
- 通天閣 - 1956年完成・100m
- 別府タワー - 1957年完成・100m
- さっぽろテレビ塔 - 1957年完成・147.2m
- 東京タワー - 1958年完成・333m
- KVLY-TV塔 - 1963年完成・628.8m
- 霞が関ビルディング - 1968年完成・147m
- ワルシャワラジオ塔 - 1973年完成、1991年崩落・646m
- ワールドトレードセンター - 1974年完成、2001年米同時多発テロ事件により崩落・417m
- 横浜ランドマークタワー - 1993年完成・296.33m
- 明石海峡大橋 - 1998年完成・298.3m
- 台北101 - 2004年完成・509.2m
- ブルジュ・ハリーファ - 2010年完成・828.9m（世界一）
- 東京スカイツリー - 2012年完成・634m
- あべのハルカス - 2014年完成・300m
- 麻布台ヒルズ森JPタワー - 2023年完成・325m

## ギャラリー
- 地デジアンテナ増設前の東京タワー
- 東京タワーと東京スカイツリー
- 東京タワー内に設置されている、「タワー大神宮」
- 特別展望台（2010年撮影）
- 特別展望台の室内（2011年撮影）
- 東京タワー水族館入口
- 敷地内にある東京タワースタジオ
- 1号塔脚
- 1号塔脚
- 春の東京タワーと増上寺（2011年撮影）

### 以前の写真
- 1970年代頃
- 1989年以前のライトアップ
- 東京モノレールや霞が関ビルも見られる

### 夜景・ライトアップ
- 2020年五輪招致記念ライトアップ。六本木より（2013年12月）
- 2020年五輪招致記念ライトアップ、夕刻に点灯した文字部分をクローズアップ撮影（2013年12月）
- 夕方の東京タワー（2012年）
- 東北地方太平洋沖地震にて電力不足となったため、節電に協力する東京タワー（2011年）
- クリスマスのライトアップ（2010年12月）
- 世界糖尿病デーのダイヤモンドヴェール（2010年11月）
- 冬のライトアップ（2010年10月）
- 天皇・皇后の金婚記念のライトアップ（2009年4月9日・4月10日）
- 50th Anniversary（2008年）
- 聖パトリックの祝日記念（2007年3月）
- 「地上デジタル放送」関東フルパワー送信記念（2005年12月）
- 乳がん撲滅キャンペーン期間限定（ピンクリボンデー）のライトアップ（2005年10月）
- 『SmaSTATION!!』最終回放送当日のライトアップ（2017年9月23日）

- 参考[155]

## 「東京タワー」の名称を使用した企業
1963年4月15日に東京タワーを使用した社名として「東京タワー観光バス」が設立された。同社は1969年10月2日に国際興業に買収され、1972年4月1日に合併された。
関連会社
- 株式会社東京タワースタジオ
- 株式会社東京タワーパーキングセンター

## 東京タワーを扱った作品
東京タワーはその時代や東京という地理的背景を説明するためのシンボルとして、建設以来実にさまざまな小説や映像作品の中に登場している。本項では、数多の作品の中からその一部を紹介する。

### テレビドラマ・映画・小説・落語
※怪獣ものは、下方に別項「怪獣もの」としてまとめる。
- マンモスタワー - 1958年のKRテレビ（現在のTBSテレビ）放送のテレビドラマ。新興メディア、テレビの象徴として描かれる。そびえ立つ東京タワーの下、映画会社の重役達はテレビの将来性を黙殺する。
- たそがれの東京タワー - 1959年の大映制作映画。完成したばかりの東京タワー、大展望台などが幾度も登場する。
- 東京画 - 1985年のドイツ映画。
- 微熱少年 - 松本隆の小説（1985年）、それを原作にした映画（1987年）。ザ・ビートルズのチケットを得るために東京タワーを登れるところまで登って、鉄骨にリボンを結ぶ競争をする。
- 東京トンガリキッズ - 1987年の中森明夫の小説。
- 東京タワー - 江國香織の小説（1999年 - 2001年）およびそれを原作にした映画（2005年）。
- 東京タワー・ラヴストーリー - 2004年の落語協会が主催する第1回「新作台本大賞」で大賞に選ばれた落語作品。柳家喬太郎が演じる。
- 東京タワー 〜オカンとボクと、時々、オトン〜 - 2005年。リリー・フランキーの小説およびそれを原作にしたテレビドラマ（2006年・2007年）・映画（2007年）。
- ALWAYS 三丁目の夕日 - 2005年。建設中の姿で劇中に登場。徐々に高くなっていく様子が正確に描かれている。製作は電波塔集約で難色を示した日本テレビ。
- ALWAYS 続・三丁目の夕日 - 2007年。前作で完成した状態で登場。また、茶川竜之介の書いた小説では怪獣（ゴジラ）に壊されている。
- ALWAYS 三丁目の夕日'64 - 2012年。前々作で完成した状態で登場。3D版ではオープニングで俯瞰映像が飛び出て表現されている。

### 漫画・アニメ・特撮
※怪獣ものは、下方に別項「怪獣もの」としてまとめる。
- 月光仮面 - 1958年（昭和33年）放送のテレビ番組。第2話で建設途中の東京タワーが映っているシーンがある。
- ナショナルキッド - 1960年 - 1961年。第2部『海底魔王ネルコン』の第4話「大臣襲撃計画」で、ナショナルキッドと戦った悪人が海底人シーラカンスに変身して口から熱線を吐き、一撃で東京タワーを破壊した。これが、東京タワーが初めて破壊されたシーンとされる[156]。
- プロゴルファー猿 - 1974年 - 1988年。第9話「星雲編」（1976年）でパリのエッフェル塔から、アーノルド・パーマーがショットを放ち、どのくらい飛んだかを実験する企画から発想を得た番組に主人公の猿が出演し、東京タワーの展望台からショットでボールを遠くへ飛ばす。
- こちら葛飾区亀有公園前派出所 - 1976年 - 2016年。単行本136巻および「こち亀千両箱」に収録されている「ぼくたちの東京タワーの巻」がある。
- ぼくの地球を守って - 1986年 - 1994年。作中の重要ポイントとして扱われている。
- 代紋TAKE2 - 1990年 - 2004年。テロリストによって倒壊させられ、ソ連大使館（当時）にも被害を与える。なお、テロリストの1人が「ゴジラの映画で倒されるのを見た」と誤認している（詳細は後述）。
- 魔法騎士レイアース - 1993年 - 1995年。主役の少女3人が物語冒頭で出会う場所として設定されており、第二章では再び3人が集まる場所として登場する。また、『X』（1992年 - ）や『カードキャプターさくら』（1996年 - 2000年）など他のCLAMP作品および原作アニメ作品にも重要な舞台として登場する。
- エデンの花 - 2000年 - 2004年。主人公・若月みどりが13年前に生き別れとなっていた兄・若月時緒と再会した場所で登場。みどりを引き取った時緒が両親が幼い2人を連れて東京タワーに上った写真を見せる場面がある。このほかにも、作中での重要ポイントとして登場する場面が多々ある。
- クレヨンしんちゃん 嵐を呼ぶ モーレツ!オトナ帝国の逆襲 - 2001年。作中に登場する「20世紀博」のタワーは、東京タワーをモデルとしている。終盤ではタワーの階段を駆け上がるシーンもある。
- 魔法遣いに大切なこと - 2002年 - 2003年。アニメ版第9話「恋のバカヂカラ」（2003年）で、アニメ版オリジナルキャラクターのアンジェラが、魔法で東京タワーを捻じ曲げる。
- 仮面ライダーカブト - 2006年 - 2007年。東京タワーが都会性の象徴であるかのように用いられており、全話に登場する。日本電波塔の事務所内部をロケに使用したエピソードもある。
- 嘘喰い - 2006年 - 2018年。東京タワーを模した「帝国タワー」で斑目貘がギャンブルを行う。蝋人形館も登場する。
- 東京マーブルチョコレート - 2007年。東京タワー（赤）と東京スカイツリー（青）が登場する。
- メーターの東京レース - 2008年。公道レースのゴールとして登場。タワー内部は螺旋状の道路になっている。
- 東京マグニチュード8.0 - 2009年。東京湾北部を震源とする大地震によって破損し、基礎部分がむき出しになる。翌日に基礎のコンクリート柱が崩壊して倒壊した後、復旧工事の際に残骸の撤去作業が行われている。
- 名探偵コナン 漆黒の追跡者 - 2009年。「東都タワー」という名称で登場。終盤では、黒ずくめの組織の攻撃ヘリコプターに追われる江戸川コナンが大展望台から階段でタワーを駆け上がるシーンもある。
- カーズ2 - 2011年。東京見物の最初のシーンに少し登場。上記のものとは違い、アンテナ部分がプラグになっている。
- 特命戦隊ゴーバスターズ THE MOVIE 東京エネタワーを守れ! - 2012年。「東京エネタワー」という名称で登場。撮影に全面協力しており、ノッポンも特別出演している。
- 少女☆歌劇 レヴュースタァライト - 2018年 - 。主人公の約束の場所などとして、ほぼ全話に登場。他に、逆さまの状態、建物を横から貫通した状態で登場する。作中では東京タワー内にある水族館が描写されているが、後年には閉館している。作中のキャラクターが東京タワーで購入した王冠のバレッタ、光のバレッタが実際に東京タワーで売られていたかは不明である（東京タワーで売ってたのかが不明なのであって、実際に存在はする）。同アニメのオープニングでは、登場キャラクターが曲のサビから、東京タワーと思われる場所で戦闘する場面がある。また、同アニメのキャラクターで結成されたユニットスタァライト九九組の楽曲の「約束タワー」では、ジャケットに東京タワーが用いられている。
- 天気の子 - 2019年。東京タワーと東京スカイツリーが対比的に描かれる。墨田区出身の批評家の中川大地は、「東京タワーのタワー的公共性を共有するエリアは1964年の東京オリンピックの記憶が残るような東京の西側・南側の高度成長期的なパラダイムを引きずった古い東京で、スカイツリーのタワー的公共性の範囲下にあるのが、これまで開発から取り残されてきた低所得者層が暮らす新世代の東京の象徴みたいな感じで描き分けられている」と評している[157]。

### 怪獣もの
怪獣と東京タワーは縁が深い。最初に東京を襲った大怪獣はゴジラであるが、その際には東京タワーを破壊していない。しかし1958年の東京タワー完成後は数多くの怪獣映画に登場し、特にテレビで怪獣ものが流れるようになってからは頻繁に破壊されるようになった。
なお、日本の怪獣映画のスターであり、最初の映画怪獣でもあるゴジラが東京タワーを倒したという印象が広く浸透している。たとえば、下記の小松左京の小説地球になった男にも「型通り東京タワーをへしおり」と書かれてある。同様の例として、清原なつのの少女漫画作品である『ゴジラサンド日和』ではリバイバルのゴジラを見に行ったかつてのカップルを描写したシーンでゴジラが「うりゃっ」というかけ声とともに東京タワーを叩き折っている場面が描かれている。これらは少なくとも「怪獣は東京タワーを破壊するもの」とのイメージが実在したことを示すものである。
- モスラ - 1961年。モスラ幼虫が成虫になるため繭を作る[158]。怪獣によって東京タワーが破壊された最初の例（前述のとおり、特撮全体としては「ナショナルキッド」が最初の例）。ただ、東京タワーが破壊された直接の原因を「モスラを狙った自衛隊の砲撃」と解釈する向きもある。劇中場面で見る限り確かにタワー自体の倒れる方向が若干不自然だが、種々の書籍資料[要文献特定詳細情報]では「モスラの重量に耐えきれず倒壊」または「モスラが破壊した」ということになっている。
- 大怪獣ガメラ - 1965年。東京を蹂躙するガメラが根元から破壊する[158]。なお、このシーンは続編『ガメラ対宇宙怪獣バイラス』（1968年）にも登場する。
- ウルトラQ - 円谷プロダクション。1966年製作の空想特撮シリーズ第1弾。第19話「2020年の挑戦」において巨大化した誘拐怪人ケムール人に神田博士の発明した「Kミニオード」から発せられる「Xチャンネル光波」を東京タワーより照射して倒す。これは東京タワーによって怪獣が倒された唯一の例といわれる。また、第16話の「ガラモンの逆襲」ではガラモンに倒されている[158]。なお、東京タワーは他のウルトラシリーズ作品でも多く登場している。
- キングコングの逆襲 - 1967年。日米合作による怪獣映画。キングコングとメカニコングが互いに東京タワーに登りながら闘う[158]。この闘いにより展望台の一部と頂上部のアンテナの一部が破壊される。
- 地球になった男 - 1971年。小松左京の短編小説。どんなものにも変身できる能力を持った男が、気晴らしにゴジラに変身して破壊する。
- ガメラ 大怪獣空中決戦 - 1995年。怪獣ギャオスを狙って発射された自衛隊の81式短距離地対空誘導弾が誤爆して破壊され、そこにギャオスが巣を作る。漫画家のゆうきまさみは、このシーンを平成の怪獣映画中でもっとも美しいシーンであると取り上げている。なお、このシリーズにおいては東京タワーは再建されず、次作『ガメラ2 レギオン襲来』（1996年）では折れたままの姿が1シーンのみ描かれる。
- ゴジラ×モスラ×メカゴジラ 東京SOS - 2003年。ゴジラシリーズの中で唯一ゴジラによって東京タワーが破壊される作品。モスラを狙って発射されたゴジラの熱線が回避され、その後ろにあったタワーを直撃する。
- ウルトラ怪獣擬人化計画feat.POP Comic code - 2015年 - 2020年。第33話「怪・し・い 隣人☆」第34話「偽善もいいとこじゃなイカ」で登場し、イカルス星人によって破壊されるが、メフィラス星人によって修復され、両者の地球侵略の方法論の違いを際立たせる[160][161]。
- ウルトラマントリガー NEW GENERATION TIGA - 2021年 - 2022年。円谷プロダクション2021年製作の特撮番組。第25話(最終話)においてウルトラマントリガー&トリガーダークとメガロゾーアの激しい戦闘により倒壊している。
- 電エースカオス - 2023年。監督の河崎実本人の主演で、身長2,000メートルの巨大ヒーローに変身して、東京タワーを武器にして怪獣と戦う[162]。

その他にも『三大怪獣 地球最大の決戦』（1964年）、『地球攻撃命令 ゴジラ対ガイガン』（1972年）、『ゴジラ FINAL WARS』（2004年）、『巨神兵東京に現わる』（2012年）など多くの怪獣映画で東京タワーが登場し、かつ破壊されている。

### 音楽
- 末永華子「LaLa空中散歩」 - 東京タワー公式キャンペーンソング・CMソング（アルバム『東京タワー』収録）
- ミラクル・ヴォイス（青山ユキオ）「東京333米」
- 山下敬二郎&朝丘雪路「テレビ塔音頭」
- なぎら健壱「東京タワー」
- 角松敏生「TOKYO TOWER」
- 井上昌己「星空からのエレベーター」（アルバム『matiere』収録）
- 松任谷由実「手のひらの東京タワー」（アルバム『昨晩お会いしましょう』収録）
- 小松未歩「東京日和」（アルバム『小松未歩 7 〜prime number〜』収録）
- CHAGE「トウキョータワー」
- 遠藤賢司「哀愁の東京タワー」（アルバム『東京ワッショイ』『宇宙防衛軍』収録）
- ルドイア☆星惑三第「東京タワーとあなたと火星」（火星るる）
- 爆風スランプ「おしゃれな東京タワー」（アルバム『しあわせ』収録）
- 美空ひばり「東京タワー」
- 池田聡「東京タワーを消せるなら」
- 小沢健二「東京恋愛専・または恋は言ってみりやボディ・ブロー」「ドアをノックするのは誰だ?」「ぼくらが旅に出る理由」
- アグネス・チャン「東京タワーを鉛筆にして」
- 寒空はだか「東京タワーの歌」
- THE BOOM「東京タワー」
- カズン「午前0時の東京タワー」（アルバム『ふたりのSomeday』収録）
- 渡辺美里「BIG WAVE やってきた」（アルバム『BIG WAVE』収録）、「東京生活」（アルバム『Spirits』収録）
- ロス・インディオス&シルヴィア「別れても好きな人」
- 佐藤聖子「東京タワー」
- 門あさ美「東京タワー・シック」（アルバム『麗（u ra ra）』収録）
- 拝郷メイコ「東京タワー」（アルバム『HELLO TREE』収録）
- TOWER OF LOVE - 1991年に東京タワー竣工33年目を記念したイメージアルバム。BGV（バックグランドビデオ）。参加アーティストはCindy、松下誠、渡辺直樹、米川英之 他。
- SMAP「がんばりましょう」
- Salyu「Tower」
- フラワーカンパニーズ「東京タワー」（アルバム『東京タワー』収録）
- 欅坂46「東京タワーはどこから見える？」（アルバム『真っ白なものは汚したくなる』収録）
- ZELDA「東京TOWER」（アルバム『CARNAVAL』収録）
- ミッツ・マングローブ「東京タワー」（ラジオ深夜便「深夜便のうた」）
- THE BLUE HEARTS「殺しのライセンス」（アルバム『BUST WASTE HIP』収録）

## テレビ番組
- プロジェクトX〜挑戦者たち〜 「東京タワー  恋人たちの戦い ～世界一のテレビ塔建設・333ｍの難工事～」（2000年9月5日、NHK総合）[163]
- 日経スペシャル カンブリア宮殿 昭和のシンボル 東京タワー 新しくて懐かしい令和大改革（2022年6月9日、テレビ東京）- TOKYO TOWER 社長 前田伸出演[164]

## 関連商品

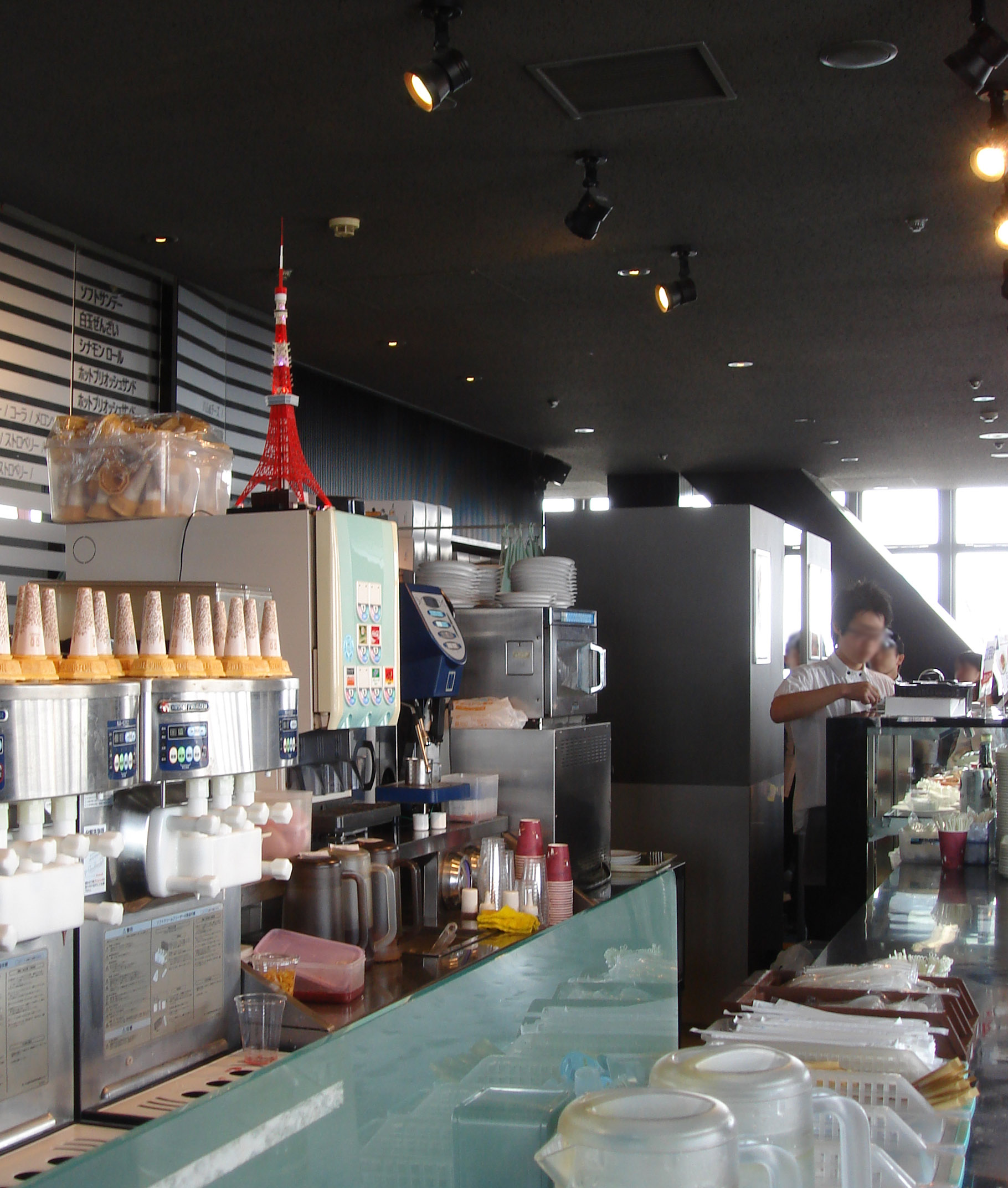
大展望台カフェ・ラ・トゥールにある東京タワー2007

東京タワーは開業当初から観光施設としての性質を持ちミニチュア（タワー模型）やプラモデル、ペナント、絵葉書などのおみやげ品が用意されていたが近年上記の『Tokyo Tower』や『東京タワー 〜オカンとボクと、時々、オトン〜』、『ALWAYS 三丁目の夕日』などで別の意味で注目されるようになり一般の店舗での関連商品が登場した。
- 重厚長大・昭和のビッグプロジェクトシリーズ 偉大なる建設 東京タワーの建設記録（DVD） - 2007年7月25日、ジェネオン エンタテインメントから発売された竹中工務店の記録映像。基礎を作り上げてゆくところから観ることができる。33分。オールカラー。
- 東京タワー2007 - 2007年6月に発売されたセガトイズの東京タワー1/500模型で高さ66.6 cm、LEDによりライトアップを再現する機構を持つが航空障害灯やエレベータの明かりは再現されていない。定価1万3330円。同年11月には限定クリスタルバージョンを発売。設計は同社社員の加藤武彦。実物は想像以上にとがった形のため、地上からタワーを見上げる場合の見え方とはズレがあり、すそを広げた形に設計し直している。製品をタワー建設に携わった鳶職人の桐生五郎に見せたところ、目を細めて「姿の美しいものは良いものだ」とため息を漏らした[165]。
- 東京タワー物語 - 2008年4月にタカラトミーから発売された1/2000のクローズドボックスフィギュアで、1958年建設時など様々な東京タワーの形態を再現。レアアイテムにはLED内蔵の発光機構を備えたものもある。

## 交通アクセス

### 鉄道

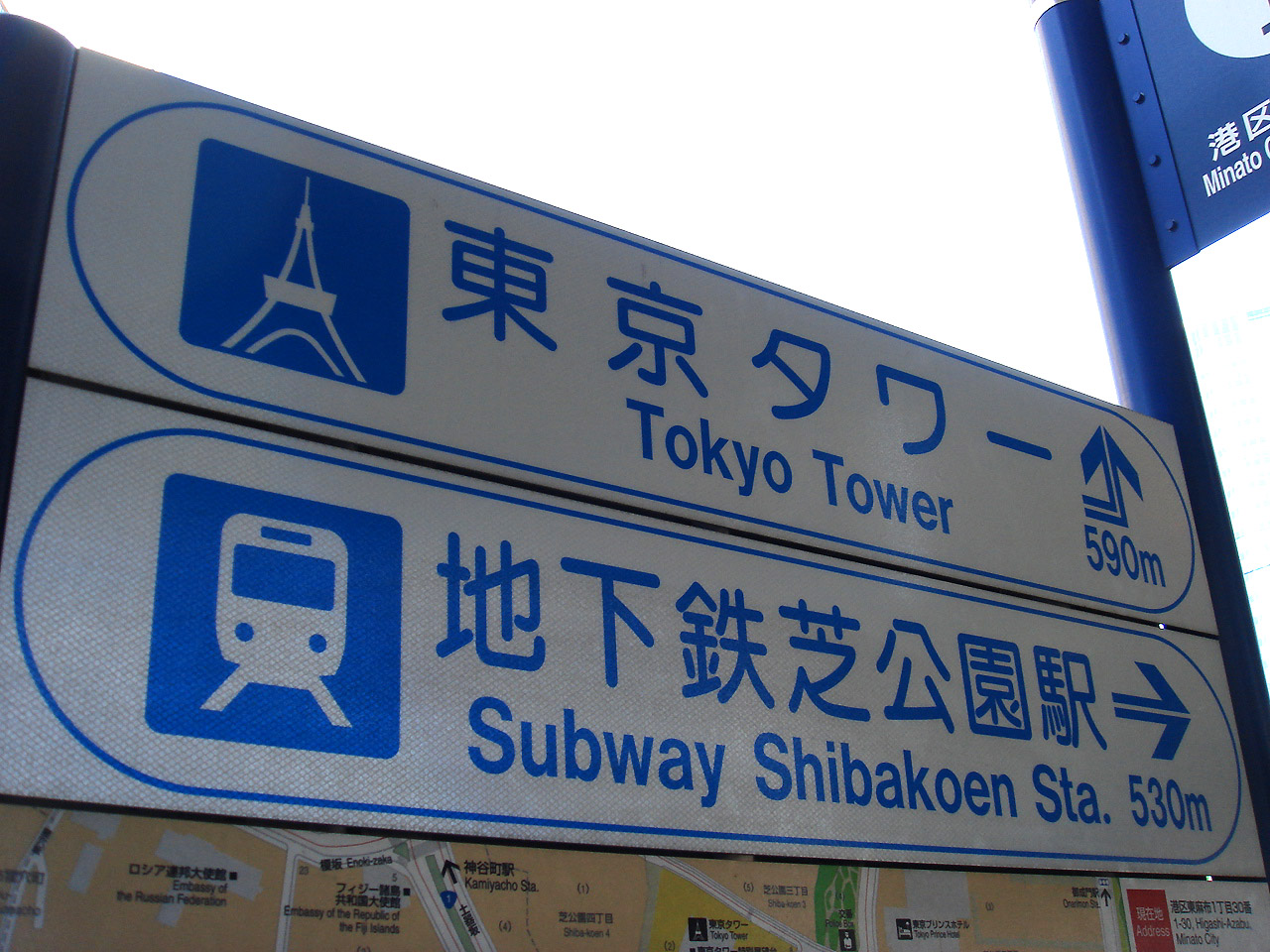
赤羽橋駅前のタワー表記

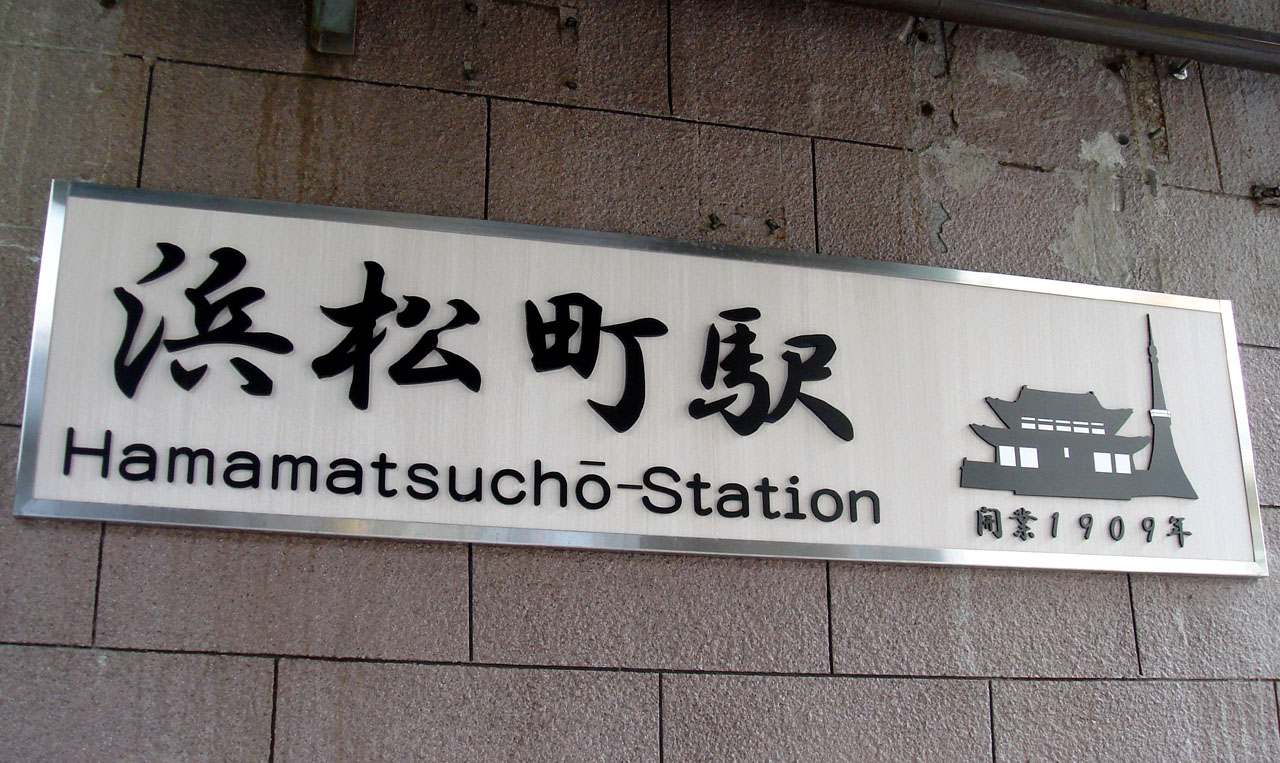
JR浜松町駅看板。東京タワーと増上寺があしらわれている

- 都営大江戸線 赤羽橋駅から徒歩5分
- 都営三田線 御成門駅から徒歩6分
- 東京メトロ日比谷線 神谷町駅から徒歩7分
- 都営浅草線・ 大江戸線 大門駅から徒歩10分
- JR山手線・ 京浜東北線、 東京モノレール羽田空港線 浜松町駅から徒歩15分

### 路線バス
- 東京タワー（東京タワー敷地内、徒歩0分）
  - 都営バス

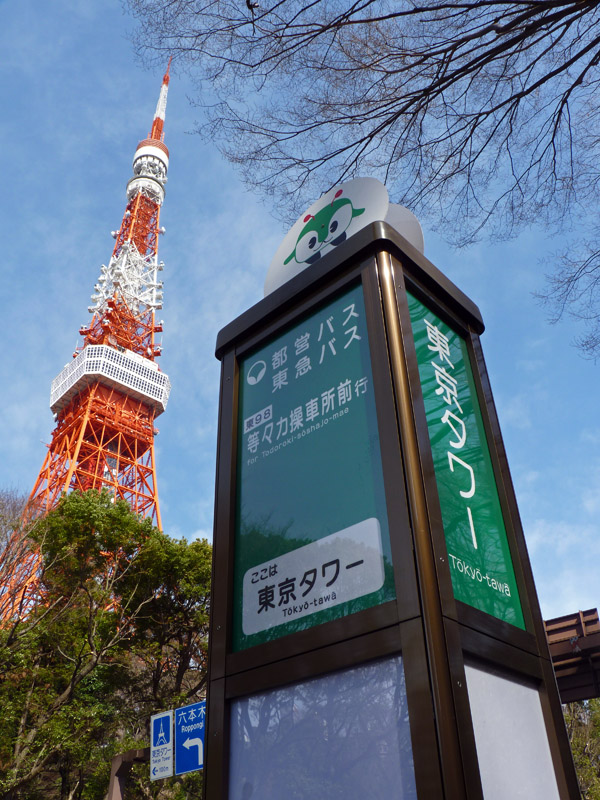
道路沿いのバス停

    - 〈浜95〉品川駅港南口（浜松町駅前経由）
    - 〈橋86〉目黒駅前（麻布十番駅前、広尾駅前、天現寺橋経由）

  - 日の丸自動車興業
    - スカイホップバス（六本木・東京タワーコース）
    - スカイホップバス（お台場コース）

  - WILLER EXPRESS（高速バス）
    - 東京・川崎・横浜・千葉・山梨 - 大阪・京都・神戸・滋賀・和歌山・姫路線（一部）
    - 東京・千葉 → 仙台・福島線（一部、東京発のみ）
    - 東京・千葉 → 長岡・新潟線（一部、東京発のみ）

  - 京成バス、日東交通
    - 高速バス「アクシー号」亀田病院（木更津金田バスターミナル・袖ケ浦バスターミナル・安房鴨川駅経由）

  - JRバス関東
    - <JR竹芝　水素シャトルバス> 東京駅丸の内南口（東京ステーションホテル前）※無料
- 東京タワー（道路沿い、徒歩1分）
  - 都営バス、東急バス
    - 〈浜95〉品川駅港南口（浜松町駅前経由）（都営）
    - 〈東98〉東京駅丸の内南口／等々力操車所前（白金高輪駅・目黒駅前経由）（東急）
- 虎ノ門五丁目（桜田通り、徒歩3分）
  - 都営バス
    - 〈渋88〉新橋駅前（虎ノ門経由）／渋谷駅前（六本木駅前経由）
    - 〈橋86〉新橋駅前（御成門経由）／目黒駅前（天現寺橋経由）
- 東麻布一丁目（東京タワー下）、東京タワー入口
  - ちぃばす（港区コミュニティバス）
    - 〈麻布ルート〉港区役所・六本木けやき坂・広尾駅・麻布十番駅循環

### 車
- 首都高速都心環状線芝公園出口より7分
- 東京タワーパーキングセンター（50台、最初の60分580円、以後30分200円）

ほか近辺駐車場に計100台以上駐車可

## 歴代イメージガール
- 2003年度（初代） - 鮎河ナオミ
- 2004年度 - 杉浦美帆
- 2005、2006年度 - 小林さくら
- 2007年度 - 遥香
- 2008年度 - 折井あゆみ（元AKB48）
- 2009、2010年度 - 梅田彩佳（元NMB48）
- 2011年度 - 小林香菜（元AKB48）

## 歴代東京タワーアンバサダー
2011年度までの「イメージガール」に代わる新しいキャンペーンキャラクターとして2012年度より「東京タワーアンバサダー」を制定。
- 2012年度（初代） - 吉松育美（同年度ミス・インターナショナル日本代表。同年10月世界大会グランプリ）[166]
- 2013年度 - Mei[167]
- 2014、2015年度（東京タワー観光大使） - 金ケ江悦子（ビューティーディレクター、インストラクター）

## 絵文字
| 記号 | Unicode | JIS X 0213 | 文字参照            | 名称        |
| ---- | ------- | ---------- | ------------------- | ----------- |
| 🗼   | U+1F5FC | -          | &#x1F5FC; &#128508; | Tokyo Tower |

## 提供番組
- 東京タワー presents DIAMOND VEIL（TOKYO FM）
- InterFM クラブ333（展望台）生放送（月1 - 2回程度日中）

いずれも、東京タワーイメージガール・アンバサダーがパーソナリティーを担当。